# 2017

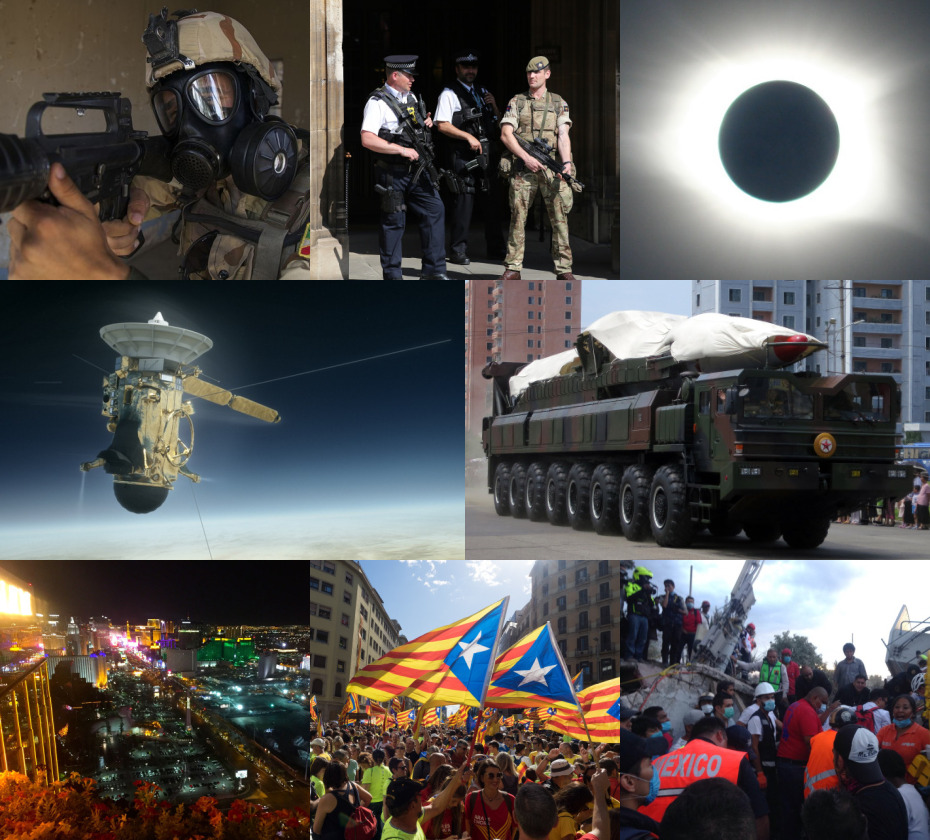
Desde arriba a la izquierda, en el sentido de las agujas del reloj: La guerra contra el llamado "Estado Islámico" en la batalla de Mosul; secuelas del atentado de Mánchester de 2017; El eclipse solar del 21 de agosto de 2017 ("Gran Eclipse Americano"); Corea del Norte prueba una serie de misiles ante la condena internacional; El terremoto de Puebla de 2017 golpea el centro de México; el proceso independentista catalán acaba en una consulta sobre la independencia que nadie reconoce; Tiroteo en Las Vegas de 2017, el tiroteo masivo más mortífero en la historia de Estados Unidos; La sonda Cassini-Huygens finaliza su misión.

2017 (MMXVII) fue un año común que comenzó en domingo según el calendario gregoriano; decimoséptimo año del Siglo XXI y del III milenio. Fue el séptimo año de la segunda década del Siglo XXI y el octavo del decenio de los Años 2010.
La ONU (Organización de las Naciones Unidas) declaró este año como el «Año Internacional del Turismo Sostenible para el Desarrollo», con la intención de promover esa actividad económica creando conciencia de la importancia de impulsarla y desempeñarla de manera responsable.

## Acontecimientos

### Enero
- 1 de enero: 

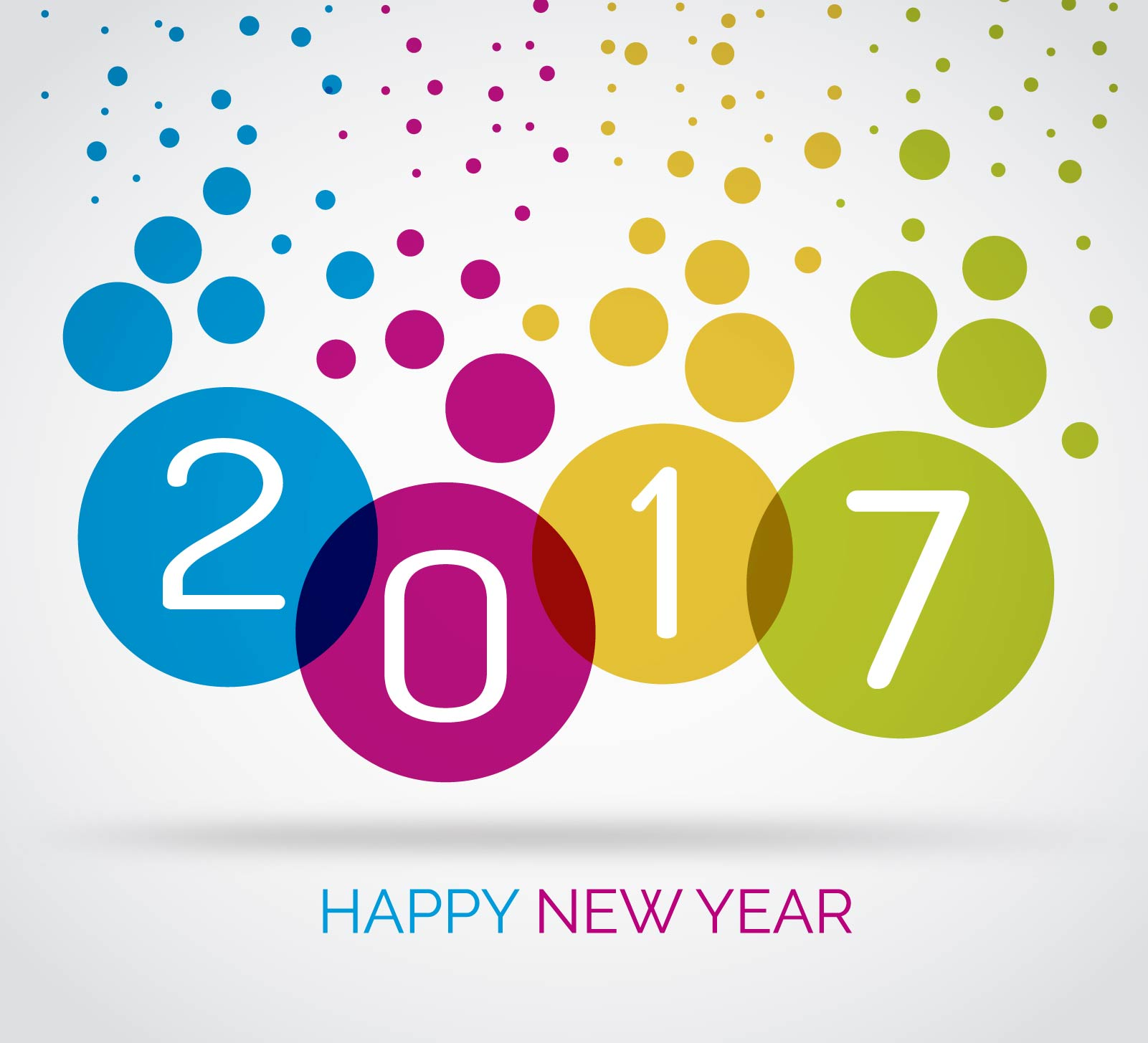
Celebraciones en bienvenida al 2017 durante el año nuevo.

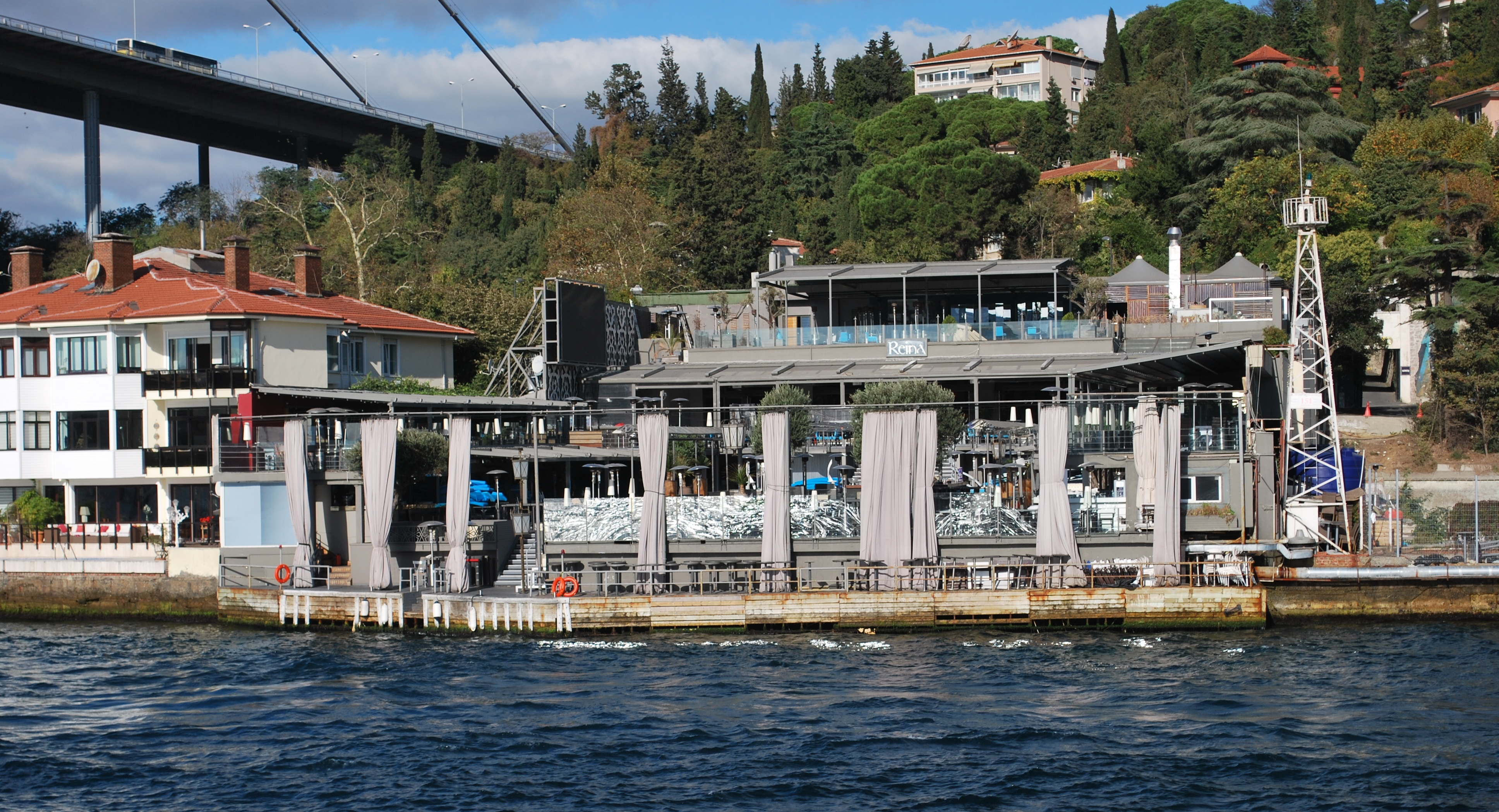
Club Reina, escenario del atentado del 1 de enero.

  - Se produce un atentado en Estambul (Turquía). Un hombre armado con fusil asesina a 39 personas y hiere a otras 69 en una discoteca durante la celebración del fin de año.[2] El grupo terrorista Estado Islámico reivindica el atentado.[3]
  - Malta asume la presidencia de turno de la Unión Europea con la vista puesta en el reto del Brexit.[4]
  - António Guterres, de Portugal, toma posesión de la Secretaría General de la ONU.[5]
  - En la ciudad de Los Ángeles, el famoso Hollywood Sign amanece modificado a Hollyweed (‘santa cannabis').
- 2 de enero: 
  - Benjamín Netanyahu, primer ministro de Israel, es interrogado por haber recibido regalos de manera ilegal.[6]
  - En Bagdad (Irak), explota un coche bomba, dejando al menos 32 personas muertas y varias decenas heridas.[7]
  - El Consejo de Estado de España reconoce ―después de 14 años― la responsabilidad del Ministerio de Defensa sobre el accidente del avión Yak-42 en Turquía, en que fallecieron 62 militares, 12 tripulantes y 1 civil. Una semana después, Federico Trillo (quien había sido ministro de Defensa en ese entonces) dimitirá de su cargo de embajador de España ante el Reino Unido.[8]
  - Puerto Rico: Ricardo Rosselló toma juramento como Gobernador de Puerto Rico para el período 2017-2021, que sería interrumpido por telegramgate.
- 2 a 6 de enero: psicosis en la población por el caos de los saqueos masivos en México, originados por el aumento de los precios de la gasolina y el diésel.
- 3 de enero: sismo de magnitud 7,2 en la escala de Richter sacude el mar al sur de Fiyi con alerta de tsunami.[9]
- Un terremoto de 5,7 en India deja 3 muertos y varios heridos.
- 4 de enero: se detecta por primera vez la señal GW170104, que demostraría la existencia de ondas gravitacionales.
- 7 de enero: 
  - Un exmilitar puertorriqueño de 26 años abre fuego en el Aeropuerto Internacional Fort Lauderdale-Hollywood, en Florida, matando a 5 personas. El autor, con una supuesta enfermedad mental, era consumidor habitual de videos de publicidad de la banda terrorista Estado Islámico.[10]
  - En la ciudad siria de Alepo mueren 43 civiles en un atentado. Esto ocurre semanas después de la recuperación de la ciudad por parte de las fuerzas militares del presidente Bashar Al-Assad.[11]
  - En Mauritania, ante un proyecto de ley para fijar en 18 años la edad legal para casarse y castigar con la cárcel al padre o tutor que venda su hija menor de esa edad en matrimonio infantil, la población ―de mayoría islámica― sale a las calles para rechazar tal ley. El motivo de la negativa fue que la iniciativa choca con los principios de la ley islámica (o Sharia), en una sociedad que es muy sensible a los argumentos religiosos. Sin embargo el Gobierno puede hacer uso de sus facultades para aprobar la ley, algo que los observadores consideran poco probable.[12]
- 8 de enero: en Jerusalén, un camión atropella deliberadamente a un grupo de militares israelíes, matando a cuatro de ellos e hiriendo a una quincena. El conductor, quien era palestino, fue abatido por los militares.[13]
- 9 de enero: la Asamblea Nacional de Venezuela declara el «abandono de cargo» del presidente Nicolás Maduro, al tiempo que demandó una salida electoral a la crisis económica y política que sufre el país. Sin embargo, 3 días después el Tribunal Supremo de Justicia anuló esta decisión.[14][15]
- 10 de enero: en Uganda, el presidente Yoweri Museveni, en el poder desde 1996, promueve a su hijo mayor, quien es mayor general del ejército, para que sea su asesor especial. Esto alimenta las especulaciones de que lo estaría preparando para ser su sucesor al frente del Gobierno.[16]
- 11 de enero: inicia el apagón analógico de Noruega en la radio amplitud modulada y frecuencia modulada.
- 12 de enero: 
  - Estados Unidos pone fin a la política Pies secos, pies mojados, iniciada en 1995, que permitía a cualquier ciudadano cubano que llegara a suelo estadounidense se quedara y obtuviera estatus de residencia legal, a diferencia de los que eran interceptados en el mar, quienes eran devueltos a Cuba. Solo podrán quedarse quienes ingresen a territorio estadounidense legalmente y califiquen para auxilio humanitario, del mismo modo que se trata a inmigrantes de otros países.[17]
  - Siria culpa a Israel del lanzamiento de varios cohetes contra el aeropuerto militar de Mezzeh (de la capital Damasco), ubicado cerca del Palacio presidencial y que es una importante instalación estratégica para el Ejército, en el que murieron varios altos oficiales del régimen del presidente Bashar al Assad. Oficiales israelíes han advertido en el pasado que actuarán para evitar la transferencia de armas avanzadas a la organización islamista libanesa Hezbolá, apoyada por Siria, que cada cierto tiempo ataca territorio israelí.[18][19]
  - En Bolivia, el lago Poopó ―el segundo lago de agua salada más grande de ese país― recupera su caudal después de haberse secado completamente de manera gradual desde 2015. Uno de los más importantes daños lo sufrieron los animales, ya que la fauna que murió no se recuperaría.[20]
- 12 a 14 de enero: en Bamako, capital de Malí, se celebra la 27.ª cumbre Francia-África. Los temas a tratar son cómo hacer frente al terrorismo islámico en la región del Sahel y la mejora de la democracia en África.[21]
- 14 de enero: 
  - Al menos 21 personas pierden la vida al volcarse un barco en el río Ganges, en la ciudad de Patna, del oriente de India. Las autoridades dijeron que la embarcación estaba ya cerca de la orilla, y que además era pequeña y estaba sobrecargada de gente.[22]
  - Palestina inaugura su embajada ante la Santa Sede.[23]

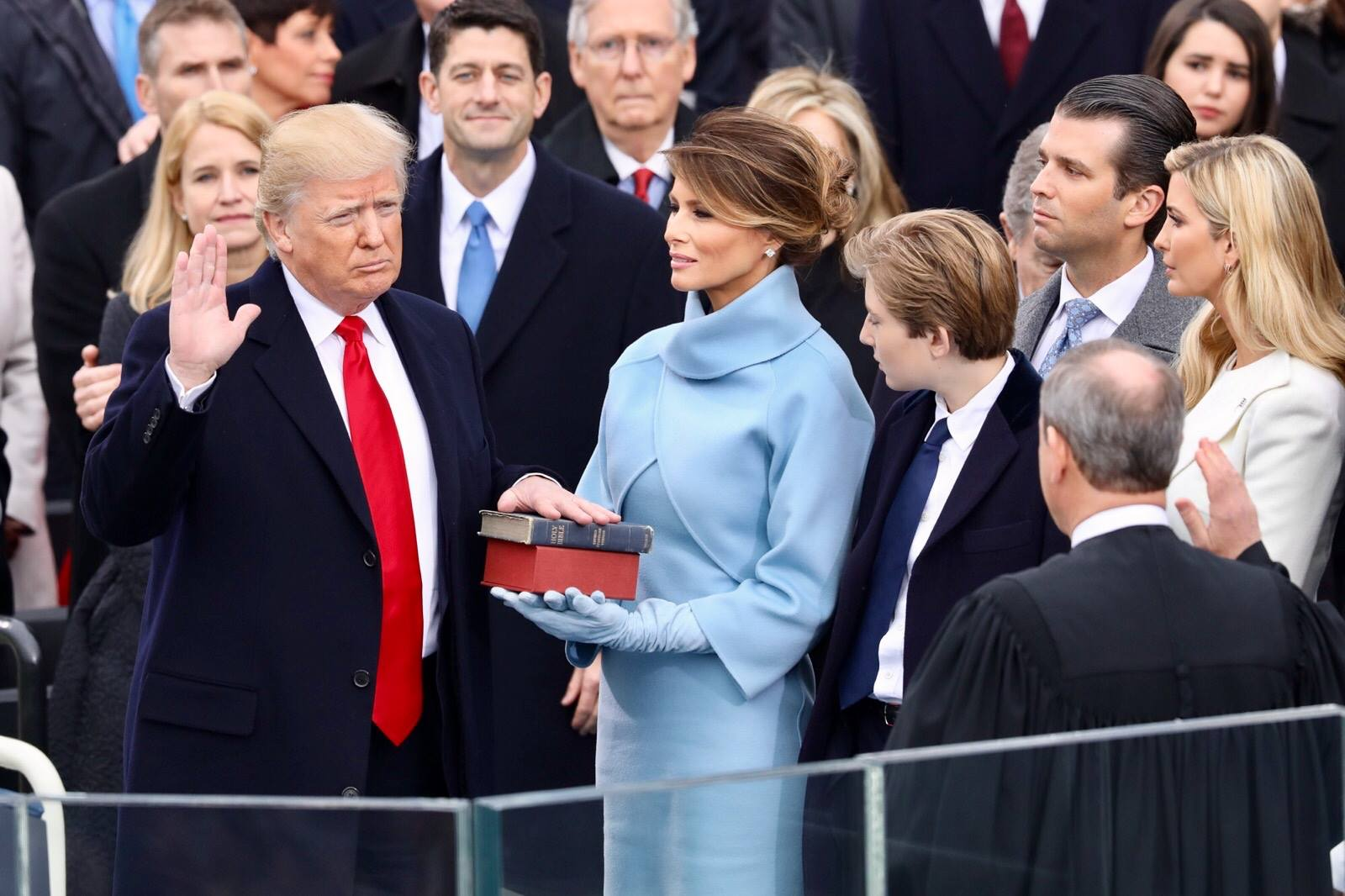
Toma de posesión de Donald Trump.

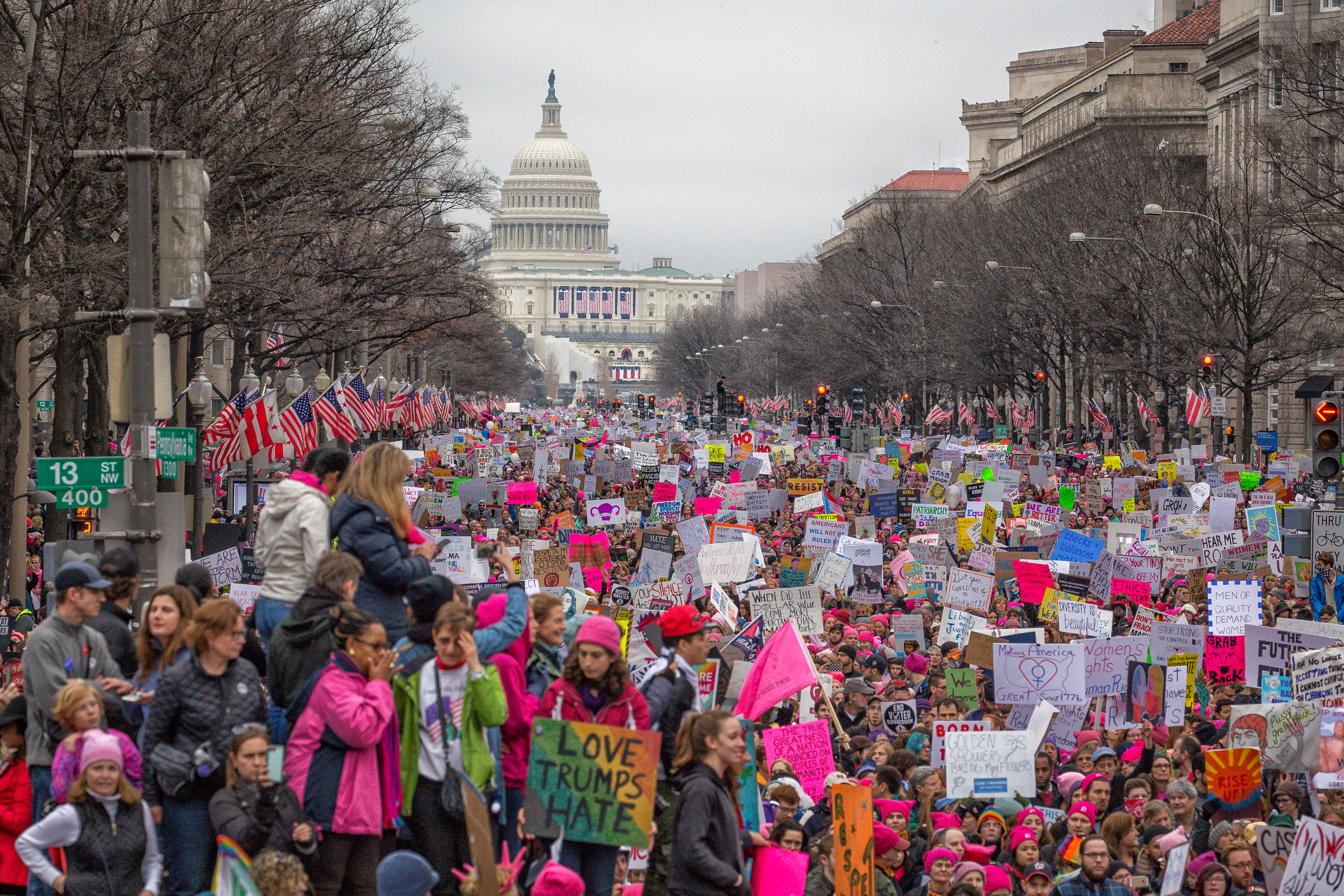
Marcha de las Mujeres en Washington D. C.

- 16 de enero: en Playa del Carmen se produce un tiroteo en el bar Blue Parrot que deja 6 muertos y 15 heridos. El gobierno adjudicó el atentado al narcotráfico.
- 17 de enero: hombres armados atacan la Físcalia de Quintana Roo dejando un policía muerto y cuatro heridos así como el abatimiento de tres atacantes.
- 18 de enero: 
  - En la ciudad mexicana de Monterrey, un tiroteo deja 2 muertos y 5 heridos en una escuela secundaria.
  - En la ciudad de Gao (Malí), un atentado contra un cuartel militar causa 47 muertos.[24]
  - Un terremoto de 5,7 sacude el centro de Italia.
- 19 de enero: 
  - Un nuevo terremoto sacude el centro de Italia, llegando a poner en alerta la ciudad de Roma. No se registran víctimas. Fruto de los temblores, una avalancha sepulta un hotel en la montañosa localidad de Farindola, en la región de los Abruzzo.
  - El presidente electo de Gambia, Adama Barrow, toma posesión de su cargo en el exilio. Su antecesor, Yahya Jammeh, rechaza a ceder el puesto y deviene presidente de facto bajo un estado de excepción en la República. Las tropas senegalesas y nigerianas se encuentran en la frontera preparadas para intervenir militarmente y arrestar a Yahya Jammeh, considerado rebelde por la Unión Africana.
- 20 de enero: en Washington D. C. (Estados Unidos), el magnate Donald Trump toma posesión de la presidencia de los Estados Unidos en sucesión de Barack Obama.
- 21 de enero: 
  - En Gambia, Yahya Jammeh dimite y acepta ceder el poder al presidente electo Adama Barrow, inmediatamente abandona el país hacia el exilio, por lo que se confirma el fin de su dictadura que duró 22 años.[25]
  - En Washington D. C. se produce la Women March contra las políticas sexistas y xenófobas del nuevo presidente Donald Trump. Estas manifestaciones se repiten en 600 ciudades de todo el mundo (Londres, Barcelona, Buenos Aires, Tokio, Melbourne, Nueva Delhi, etc), llegando a tener un carácter global. Solo en Washington congregó a más de medio millón de personas, siendo la manifestación más multitudinaria e histórica en Estados Unidos y en los últimos años en todo el mundo.
  - En Austria detienen a un presunto terrorista aliado a Estado Islámico, que planeaba atentar con una bomba el Metro de Viena, siendo el primer yihadista detenido en ese país.[26]
  - Científicos de la Universidad de Harvard logran crear por primera vez en un laboratorio el hidrógeno metálico.
- 22 de enero: en Papúa Nueva Guinea e Islas Salomón, se registra un terremoto de 7,9 que deja 5 muertos y 17 heridos.
- 25 de enero: Salvador Sánchez Cerén, presidente de la República de El Salvador, asume la presidencia protémpore de la CELAC para el período 2017.
- 26 de enero: el presidente de Estados Unidos, Donald Trump, se reúne con la primera ministra británica Theresa May. Es la primera reunión de Trump con otro líder estatal, en marco de la situación generada por el Brexit.
- 27 de enero: el presidente de Estados Unidos, Donald Trump, firma la Orden Ejecutiva 13769, que suspende la admisión de refugiados al país, así como la entrada de personas de Libia, Irán, Irak, Somalia, Sudán, Siria y Yemen, sin importar el estatus de visado o residencia permanente. A las pocas horas se detienen a 27 personas en los aeropuertos. Pronto, masivas protestas en las principales ciudades y aeropuertos (Aeropuerto Internacional John F. Kennedy, etc) del país, así como también críticas por parte de Hollywood en la entrega de los Premios del Sindicato de Actores, de líderes europeos como Angela Merkel y François Hollande, de grandes compañías de Silicon Valley, e incluso de gobernadores y políticos estadounidenses, como el expresidente Barack Obama.
- 29 de enero: 
  - En la ciudad de Quebec, 6 personas son asesinadas y otras 19 resultan heridas en un ataque a un centro islámico.[27]
  - Marruecos es readmitido en la Unión Africana con mayoría absoluta.
- 30 de enero: 
  - La fiscal general de Estados Unidos en funciones, Sally Yates, fue expulsada de su cargo después de su pedido al Departamento de Justicia para no defender en los tribunales la orden ejecutiva de Donald Trump. Dos días antes, el presidente firmó la orden Ejecutiva que da inicio al levantamiento de un muro en la frontera con México, que también generó protestas y críticas por parte de autoridades como el papa Francisco.
  - En Manila (Filipinas), se lleva a cabo el concurso Miss Universo 2016, en donde la francesa Iris Mittenaere se coronó como la nueva reina universal, obteniendo la segunda corona para su país.

### Febrero
- 1 de febrero: el Parlamento británico aprueba la vía de salida del Reino Unido de la Unión Europea.
- 3 de febrero: 
  - En las inmediaciones del Museo del Louvre (París), un hombre de nacionalidad egipcia ataca a un soldado francés, respondiendo este con un disparo en el abdomen del atacante, hiriéndole de gravedad. Las autoridades no descartaron que se tratara de un ataque terrorista.[28]
  - Manifestaciones masivas en Bucarest (Rumanía) contra la ley del gobierno de Sorin Grindeanu que despenaliza algunos delitos de corrupción.[29]
- 4 de febrero: en Madrid, se celebra la 31 edición de los Premios Goya.
- 6 de febrero: en Colombia, un sismo de 5,6 en la escala de Richter sacude el centro del país.
  - Un terremoto de 5,1 sacude India dejando un herido.
- 9 de febrero: 
  - En Nayarit, México, es abatido por la marina el jefe del Cártel de los Beltrán Leyva junto a otros 7 hombres.[30]
  - Se celebra la 67 edición del Festival Internacional de Cine de Berlín.
- 10 de febrero: 
  - Un terremoto de magnitud 6,7 MW sacude el sur de Filipinas.
  - Un juez dicta orden de captura contra el expresidente peruano Alejandro Toledo, por supuestas coimas por parte de la empresa Odebrecht por la construcción de la Avenida Interoceánica[31]
  - En Hong Kong, estalla una bomba incendiaria en el metro de la ciudad, causando 17 heridos. El autor actuó como intento de suicidio sin voluntad de cometer un atentado terrorista.[32]
  - Un terremoto de 6,5 sacude Filipinas dejando 15 muertos y varios heridos.
- 10 a 11 de febrero: ocurre un eclipse lunar, el primero de los dos eclipses lunares y único penumbral de 2017.
- 11 de febrero: Corea del Norte pide la condena internacional por la prueba de misil balístico a través del mar de Japón.

- 12 de febrero: 

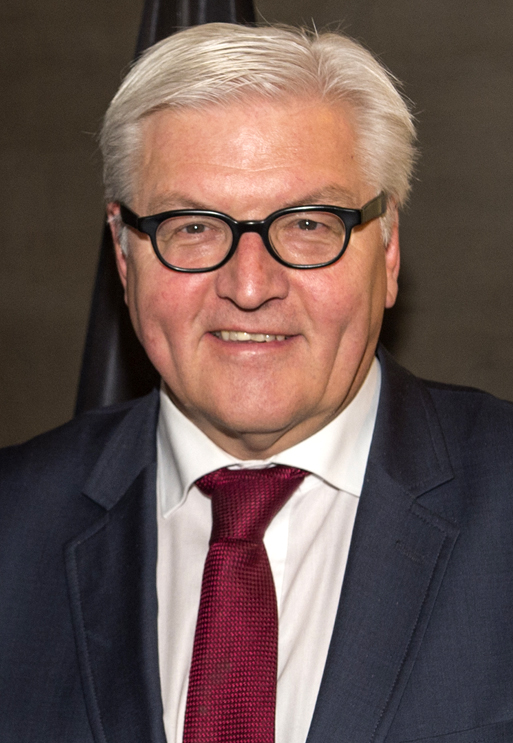
Frank-Walter Steinmeier presidente de la República Federal de Alemania.

  - En Alemania, se celebran elecciones presidenciales, siendo elegido el socialdemócrata Frank-Walter Steinmeier.
  - Un terremoto de magnitud 8,0 escala de Richter se registra en Papúa Nueva Guinea.
  - Elecciones presidenciales en Turkmenistán. El presidente Gurbangulí Berdimujamédov es reelegido por tercera vez para el gobierno de un país con una manca importante de democracia.[33]
- 13 de febrero: es asesinado envenenado en extrañas circunstancias el hermanastro del líder de Corea del Norte Kim Jong-un, Kim Jong-nam en el Aeropuerto Internacional de Kuala Lumpur en Malasia por 2 mujeres no identificadas.
- 15 de febrero: en Venezuela la señal de CNN en español es retirada del aire por orden del presidente Nicolás Maduro.
- 16 de febrero: 
  - En Pakistán, la banda terrorista Estado Islámico mata a 70 personas en un ataque suicida en un templo sufí en la provincia de Sindh, en el sur del país.[34]
  - El vicepresidente de Samsung y heredero de la compañía, Lee Jae-yong, es detenido en Seúl por su posible implicación en el escándalo de corrupción de la presidenta suspendida Park Geun-hye[35]
  - En Estados Unidos, cierran los negocios regentados por inmigrantes en marco del Día sin inmigrantes, una protesta contra las medidas de inmigración del presidente Donald Trump.
  - Abdullahi Mohamed es investido presidente de la República de Somalia. Se trata del primer presidente nacido después de la independencia de la región, en 1960.
  - El monasterio budista más conocido de Tailandia, Wat Phra Dhammakaya, es asaltado por las tropas de la Junta militar de Tailandia en búsqueda del religioso Luang Por Dhammajayo, acusado de blanqueo de fondos por los tribunales del país.[36]
- 17 de febrero: 
  - Un tiroteo en un centro comercial del distrito de Independencia, en Lima, Perú, acaba con la vida de 5 personas, incluyendo el perpetrador, y deja heridas a otras 10.
  - Sentencia del Caso Nóos: la hermana del rey de España, la infanta Cristina de Borbón es absuelta pero con multa y su marido, Iñaki Urdangarin condenado a seis años de prisión.
- 18 de febrero: 
  - Manifestación masiva en Barcelona (España) a favor de la acogida de refugiados.[37]
  - En la carretera Valencia-Güigüe (España) colisionan un autobús y una mezcladora de cemento causando 17 muertes y 55 heridos.
    - En la ciudad de Lovaina (Bélgica) descarrila un tren, dejando un saldo de un fallecido.
- 19 de febrero: 
  - En Ecuador, se celebran elecciones presidenciales. Lenín Moreno y Guillermo Lasso se disputaron la presidencia en segunda vuelta.
  - En Bogotá (Colombia), 31 personas heridas y un fallecido al estallar una bomba cerca de la plaza de toros de la capital.
- 20 de febrero: 
  - En Melbourne (Australia), cinco personas mueren después de que un pequeño avión de turismo se estrellara en un centro comercial de la ciudad poco después de despegar del Aeropuerto de Essendon. En el momento del accidente, el centro comercial se encontraba cerrado.
  - Fuerte sismo de magnitud 5,3 sacude Panamá, el sismo más fuerte desde hace muchas décadas.
- 21 de febrero: 
  - El presidente de la República Argentina, Mauricio Macri, hace una visita oficial a España.
  - El exjefe Ejecutivo de Hong Kong, Donald Tsang, es condenado a 20 meses de cárcel en un delito de corrupción durante su mandato.[38]
  - Aparecen 74 inmigrantes muertos en una playa de Libia.
- 22 de febrero: 
  - En Bolivia, se realizan protestas en favor y en contra de una posible reforma de la ley para que el presidente Evo Morales pueda presentarse a las elecciones de 2019. Si bien en 2016, se realizó un referéndum para consultar sobre este asunto en el cual ganó el No, el Gobierno considera que sus detractores consiguieron el triunfo mediante una campaña de desinformación, y por lo tanto no cree que los resultados fueron legítimos.
  - En Londres, Cressida Dick es designada comisaria la Scotland Yard, siendo la primera mujer en ascender al puesto más alto de la Policía Metropolitana, el cuerpo policial más grande de Reino Unido.
- 23 de febrero: se descubre un nuevo sistema planetario con 7 planetas del tamaño de la Tierra.
- 26 de febrero: 
  - Ocurre un eclipse solar anular visible en el centro-sur de América del Sur en la mañana, en el centro-sur de África y la Antártida al atardecer, el primero de dos de este año.
  - Se celebra la entrega 89.º de los Premios Óscar en el Dolby Theatre de Los Ángeles (Estados Unidos), donde se produce el mayor error de la historia del galardón al anunciarse por equivocación que la cinta musical La La Land era la ganadora de esa edición en la categoría de Mejor película, posteriormente se confirmaría que la verdadera ganadora es la película Moonlight.[39][40]
- 28 de febrero:
- Rusia, China y Bolivia vetan en el Consejo de Seguridad de las Naciones Unidas, una resolución para sancionar a Siria, impulsada por algunos países de la OTAN, por el uso de armas químicas contra la población civil en el transcurso de la guerra, iniciada en 2011. El texto también hubiese prohibido la venta, suministro o transferencia de helicópteros y material vinculado, incluidas piezas de repuesto, a las Fuerzas Armadas o al gobierno sirio.[41]
- Se descubren inconsistencias en el dinero destinado al Gobierno Federal de México entre 2011 y 2014, por un monto de 256 000 millones de pesos mexicanos, aproximadamente 12 800 millones de dólares.[42]

### Marzo
- 1 de marzo: en Colombia, la guerrilla de las FARC (Fuerzas Armadas Revolucionarias de Colombia) inician proceso de entrega de armas a la ONU.
- 2 de marzo: 
  - Las tropas del Gobierno sirio reconquistan las ruinas romanas de Palmira de manos de la banda terrorista Estado Islámico.
  - Al Qaeda confirma la muerte de su 'número dos' en un ataque con dron de Estados Unidos en Siria. Sucedió el 26 de febrero en la ciudad de Idlib, cercana a la frontera con Turquía.[43]
  - Suecia restablece el servicio militar obligatorio ante las tensiones en el Mar Báltico con Rusia.[44]
  - Elecciones anticipadas en Irlanda del Norte. Sinn Féin logra resultados históricos ante la victoria de los unionistas de la primera ministra Arlene Foster, que pierden la mayoría y se encuentran a un diputado de ventaja con el partido nacionalista y republicano.
- 3 de marzo: se lanza la consola de Nintendo Switch, junto a The Legend of Zelda: Breath of the Wild.
- 4 de marzo: 
  - Detenidos en Baréin 25 miembros de una célula terrorista vinculada con el Gobierno iraní, quienes eran aportados de planificación, armamento y dinero para perpetrar atentados desde Alemania, Irán e Irak, según explicaron las autoridades.[45]
  - En la ciudad de Cancún, en México, logran ser rescatados 31 ciudadanos cubanos que permanecían hacinados en una vivienda.[46]
  - Malasia declara al embajador de Corea del Norte persona non grata.[47]
- 5 de marzo: 
  - Se lleva a cabo la XIV reunión del ALBA en Caracas.
  - En Colombia, Bogotá, un ataque terrorista deja 4 muertos y un herido en un bar al occidente de la ciudad, el herido recibe 17 puñaladas.
- 6 de marzo: 
  - Corea del Norte lanza varios misiles que caen que en los mares de Corea del Sur y Japón, informó la agencia de noticias surcoreana Yonhap. Además, el Ministerio de Defensa de Japón, agregó que entre los misiles podría hallarse un misil balístico de largo alcance que podría alcanzar también tierra firme estadounidense.[48][49]
  - La compañía Peugeot-Citroën acuerda con General Motors la compra de Opel.
- 8 de marzo: 
  - En Malta, se derrumba la famosa Ventana Azul tras un fuerte temporal.
  - En Estados Unidos abren una Investigación Federal sobre el hackeo de archivos de la CIA.
  - En Kabul, un ataque a un hospital militar deja 30 muertos y 50 heridos.
  - El Estado de Hawái presenta una demanda contra el nuevo decreto inmigratorio del presidente Donald Trump.
  - En Túnez, el Gobierno ultima la primera ley de su historia en contra la violencia de género.
  - En los Estados Unidos multan a ZTE por vender tecnología a Irán y violar el embargo.
  - En el pueblo de San José Pinula, a las afueras de la capital de Guatemala, mueren 36 niños y adolescentes en un incendio en una casa de acogida de hijos víctimas de violencia de género.
- 9 de marzo: el ministro de Exteriores neerlandés prohíbe al homólogo turco entrar en los Países Bajos, iniciando un incidente diplomático entre ambos países.
- 10 de marzo: 
  - La Corte Suprema de Corea del Sur destituye definitivamente a la presidenta Park Geun-hye a causa de un escándalo de corrupción, denominado Rasputina.[50][51]
  - El presidente de Nigeria, Muhammadu Buhari, regresa a su país tras poco más de 7 semanas en Londres, a donde inicialmente había ido de vacaciones pero luego tuvo que quedarse más tiempo del previsto, según se informó, por razones médicas, aunque sin dar detalles. Este hecho, en Nigeria trae a la memoria la muerte del expresidente Umaru Yar'Adua en 2010, por motivos similares, suceso que dejó un vacío de poder y provocó una crisis política.[52]
  - Fallece el ex-piloto británico John Surtees.
- 11 de marzo: 
  - 2 atentados suicidas dejan un saldo de 74 muertos, la mayoría peregrinos musulmanes chiitas procedentes de Irak, y 120 heridos en un aparcamiento de autobuses a las puertas del cementerio Bab al Saghir, ubicado cerca del casco histórico de Damasco, capital de Siria, y donde se ubican varios santuarios sagrados adonde los peregrinos se dirigían a rezar. Ningún grupo se ha atribuido el ataque, aunque se sospecha de la banda terrorista Estado Islámico o de la antigua filial de Al Qaeda en Siria.[53][54]
  - En la ciudad de Mosul (Irak), poco después de que las fuerzas gubernamentales recuperaron la parte de la ciudad de manos de la banda terrorista Estado Islámico, se encuentra una fosa común con alrededor de 500 cadáveres. Se cree que se trataría de reclusos de una cárcel ubicada cerca del lugar del hallazgo.[55]
- 12 de marzo: 
  - En Addis Abeba, al menos 65 personas muertas deja el deslizamiento de tierra en un gran vertedero de basura de las afueras de la capital de Etiopía.[56][57][58][59]
  - En Honduras se celebran elecciones primarias.[60]
- 13 de marzo: Escocia anuncia que solicitará un nuevo referéndum de independencia, luego de que en el que fuera convocado en 2014, ganara la opción de seguir dentro de Reino Unido.[61]
- 14 de marzo: en un cementerio clandestino de la ciudad de Veracruz (México) se hallan por lo menos 250 cráneos. Este lugar habría sido utilizado por los cárteles de la droga para llevar a cabo ejecuciones y entierros de adversarios y disidentes.[62]
- 15 de marzo: 
  - Un atentado suicida en el Palacio de Justicia de Damasco acaba con la vida de 39 personas, de las cuales 24 eran civiles y 7, guardias y agentes policiales. Un hecho similar volvió a suceder, el mismo día, en otro punto de la capital siria, cuando un ataque dentro de un restaurante dejó un número indeterminado de fallecidos y heridos. Estos hechos, se producen cuando se cumplen seis años del inicio de las protestas contra el presidente Bashar al-Asad, que derivaron en la actual Guerra Civil.[63][64]
  - Elecciones generales en Países Bajos. El primer ministro, Mark Rutte gana las elecciones con menos votos que en las anteriores ante la derrota del ultraderechista Geert Wilders, que saca menos resultados que los esperados.
  - Un paquete con explosivos es descubierto por trabajadores del servicio de correos del Ministerio de Finanzas de Alemania.[65]
- 16 de marzo: 
  - Una herida al estallar una carta bomba en las Oficinas del Fondo Monetario Internacional en París. El presidente François Hollande lo considera un atentado.
  - En Grasse, municipio de unos 50 000 habitantes situado al sur de Francia, un tiroteo registrado en el Instituto Alexis de Tocqueville deja al menos dos heridos, según fuentes policiales citadas por la cadena BFM. La policía ha detenido a un alumno de 17 años, sin antecedentes, por estos hechos. Según fuentes policiales citadas por France Press otro tirador podría haberse dado a la fuga.
- 18 de marzo: 
  - Tiroteo en el aeropuerto de Orly (de París), con la única muerte del mismo terrorista.
  - La banda terrorista ETA anuncia su desarme unilateral para el 8 de abril, tras un largo historial de terror y víctimas en España.
  - En Misuri, Estados Unidos, fallece a los 90 años el cantante, guitarrista y pionero de rock and roll, Chuck Berry.
- 19 de marzo: en Kintampo (en Ghana), 20 personas (algunas de ellas turistas y otros, estudiantes escolares que se encontraban en un viaje escolar), mueren cuando varios árboles cayeron en el río donde nadaban, producto de una tormenta. Esta tragedia tuvo lugar en las Cascadas de Kintampo.[66][67]
- 21 de marzo: 
  - Pakistán reabre su frontera con Afganistán luego de que permaneciera más de un mes cerrada, hecho de que se dio tras un atentado de la banda terrorista Estado Islámico contra un templo sufí en la provincia pakistaní de Sindh, algo que llevó al Gobierno de Islamabad a acusar al de Kabul de permitir en su territorio a grupos insurgentes que atentan en suelo pakistaní. El Gobierno afgano, por su parte, acusó a su par pakistaní de realizar más de 50 incursiones aéreas y terrestres mientras la frontera permanecía cerrada.[68][69]
  - En Somalia, una explosión cerca del palacio presidencial deja 7 muertos y 11 heridos.[70]
  - En una fosa ubicada en la ciudad de Veracruz (México) hallan 47 cráneos.[71]
- 22 de marzo: 
  - 4 muertos durante una explosión en Nigeria.
  - Estados Unidos anunció la prohibición de llevar determinados equipos electrónicos que funcionan con baterías en la cabina de los aviones procedentes de ocho países de mayoría musulmana de Medio Oriente y el Norte de África, un poco más tarde se le uniría el Reino Unido
  - Atentado terrorista en Londres a las afueras del Parlamento británico cuando este se encontraba en sesión plenaria y la primera ministra fue evacuada del recinto. Se producen 6 fallecidos y 49 heridos. El agresor, reducido por las autoridades, apuñaló a un policía y atropelló a varios ciudadanos en el puente de Westminster.
- 23 de marzo: asesinan a tiros al exdiputado de la Duma rusa Denís Voronénkov en Kiev, opositor al régimen de Putin y huido a Ucrania.
- 25 de marzo: la Iglesia católica beatifica a la española Emilia la Canastera, primera mujer de etnia gitana en lograr la beatificación en toda la historia.[72]
- 26 de marzo: elecciones parlamentarias en Bulgaria.
- 27 de marzo: 
  - Un muerto y 15 heridos por un tiroteo en una discoteca de la ciudad estadounidense de Cincinnati, ubicada en el estado de Ohio.[73]
  - En Nasu (Toshigi) (Japón), 7 estudiantes y un maestro fallecen en una avalancha de nieve, la que también dejó más de 30 heridos.[74]
  - La coalición contra la banda terrorista Estado Islámico ―encabezada por Estados Unidos― bombardea por error la ciudad iraquí de Mosul, escenario de una ofensiva contra el grupo terrorista. Supuso la muerte de más de 200 civiles, siendo el peor bombardeo de los últimos años en Irak.
- 28 de marzo: 
  - En Australia se registra una tormenta de vientos de hasta 270 km/h, causando destrozos en gran parte del país.
  - En Quito (Ecuador), La Selección Colombia vence al local Ecuador por 0-2 en las Eliminatorias Rumbo al Mundial Rusia 2018 después de más de 20 años sin poder ganar en territorio ecuatoriano.
  - En Venezuela, el Tribunal Supremo de Justicia mediante sentencia 155 confiere poderes extraordinarios a Nicolás Maduro.
- 29 de marzo: 
  - Reino Unido activa el procedimiento del Brexit.
  - Pérdida de poderes de la Asamblea Nacional de Venezuela de 2017: en Venezuela, el Tribunal Supremo de Justicia declara en desacato y se atribuye las funciones de la Asamblea Nacional, perdiendo esta su función, produciéndose una crisis institucional con la oposición, y otorgando poderes extraordinarios al jefe de Estado.
- 30 de marzo: 
  - Club Penguin cierra después de 11 años de servicio para.
  - En Perú, el Ministerio de Relaciones Exteriores informó que el Gobierno de Perú retira de manera definitiva a su embajador de Venezuela, tras la decisión del Tribunal Supremo de ese país de atribuirse las competencias parlamentarias que le corresponden a la Asamblea Nacional. La misma fiscal general de Venezuela, Luisa Ortega Díaz considera la decisión como una agresión al «orden democrático».
  - Protestas masivas en el Paraguay tras la decisión del Congreso Nacional de la República de permitir una reforma constitucional que permite la reelección del presidente. La gravedad de tales logró incendiar y asaltar ciertos departamentos de la cámara legislativa y crear disturbios.
  - Por primera vez en la historia, la empresa estadounidense de transporte aeroespacial, SpaceX, lanza un cohete con un sistema de lanzamiento reutilizable total.
- 30 de marzo a 2 de abril: 35.ª edición del Salón Internacional del Cómic en Barcelona.
- 31 de marzo: en Colombia, tres ríos se desbordan generando una avalancha que arrasaría Mocoa, capital del departamento del Putumayo. La cifra de muertos sobrepasó los 300 y hubo más de 200 desaparecidos. Los daños materiales fueron devastadores.

### Abril
- 1 de abril:
  - El Gobierno de Irak logra terminar con la vida del «número dos» de la banda terrorista Estado Islámico, en un ataque de la Fuerza Aérea Iraquí, realizado en el pueblo de Al Qaim, el cual pertenece a la Gobernación de Ambar y está ubicado junto a la frontera con Siria.[75]
  - Un curandero místico con trastornos mentales mata a 20 personas en el templo sufí Ali Muhammad Gujjar de Sargodha, ciudad del centro de Pakistán.
- 2 de abril: 
  - Se realiza la edición número 33 de Wrestlemania la cual marcaría el retiro del luchador The Undertaker.
  - En Ecuador, se celebra la segunda vuelta de las elecciones presidenciales. Lenín Moreno, exvicepresidente de la república del gobierno de Rafael Correa y seguidor de la política de Rafael Correa, logra la presidencia de Ecuador, derrotando al banquero Guillermo Lasso, quien acusó de fraude electoral a su oponente.
  - Elecciones parlamentarias en Armenia. Se trata de las primeras elecciones parlamentarias tras pasar de ser una República presidencialista a una República parlamentaria con la reforma de 2015. El Partido Republicano, del presidente Serzh Sargsián, gana las elecciones.
- 3 de abril: tiene lugar un atentado en el metro de San Petersburgo (Rusia), entre las estaciones Sennaya Ploshchad y Tekhnologichesky Institut de la línea 2, provocando la muerte de 15 personas y heridas a 64.[76]
  - En Botsuana se registra un terremoto de 6,5.
- 4 de abril: ataque aéreo químico en la ciudad siria de Jan Sheijun, provincia de Idlib, causando la muerte de 84 personas, 21 de ellas niños.
  - Un terremoto de 5,5 sacude Filipinas.
- 6 de abril: 
  - Estados Unidos lanza 59 misiles contra la base aérea de Shayrat, ubicada en la gobernación siria de Homs, en respuesta al ataque con armas químicas ocurrido 2 días antes, y por el cual responsabilizó al régimen sirio. Por su parte, la Fuerzas Armadas sirias confirmaron 7 bajas en sus filas.[77]
  - En Siria, la banda terrorista Estado Islámico decapita a 33 personas en la gobernación de Deir al-Zur.[78]
- 7 de abril: 
  - Un hombre, natural de Uzbekistán, atropella con un camión a una multitud en Estocolmo, capital de Suecia, causando la muerte de 4 personas e hiriendo a otras 15.[79]
  - Después de 27 años, la selección femenina de Corea del Sur y de Corea del Norte disputan un histórico partido de fútbol en Pionyang, capital de este último país, acabando en un empate entre ambos equipos.[80]
- 8 de abril: la organización terrorista ETA anuncia la localización de ocho de sus arsenales a las autoridades francesas.[81]
- 9 de abril: 
  - En Egipto, dos atentados contra iglesias coptas en Alejandría y Tanta, causan 45 muertos y 136 heridos. La rama egipcia de la banda terrorista Estado Islámico reivindicó la autoría.
  - Tres muertos, entre ellos un niño de 8 años, en un tiroteo en una escuela en la ciudad de San Bernardino (California).
  - Tres bombas estallan junto al autobús del equipo alemán Borussia Dortmund en Dortmund, cuando se dirigía a un partido contra el AS Mónaco (que fue suspendido), hiriendo levemente a dos personas, incluyendo al futbolista español del equipo Marc Bartra. Su autor formó parte del grupo terrorista Estado Islámico.
- 11 de abril: 
  - Microsoft finaliza el soporte para Windows Vista
  - El club alemán Borussia Dortmund sufre un atentado terrorista mientras se dirigía al su estadio para disputar un partido frente al  Mónaco válido para los cuartos de final de la Champions League. No hubo víctimas fatales y el jugador del club Marc Bartra resulta con lesiones menores.
- 13 de abril: 
  - Estados Unidos lanza por primera vez una bomba GBU-43 contra posiciones de la banda terrorista Estado Islámico en la localidad de Achin, en Afganistán, causando la muerte de al menos 36 personas.
  - La NASA confirma la posible existencia de vida en las profundidades marinas heladas de Encélado, uno de los muchos satélites del planeta Saturno.[82]
- 15 de abril: 
  - Un atentado en la ciudad siria de Alepo causa la muerte de 126 personas contra un convoy de exiliados.
  - Más de 20 personas fallecen al colapsar una montaña de un vertedero en Sri Lanka.
- 16 de abril: 
  - Corea del Norte lanza un misil desde su costa este, pero sin éxito, el día después de demostrar su poderoso arsenal militar.
  - Victoria del Sí en el Referéndum constitucional de Turquía, que permite el cambio de un sistema parlamentario a uno presidencialista, eliminando el cargo de primer ministro, y dando el poder ejecutivo al presidente Recep Tayyip Erdoğan.
- 18 de abril: 
  - La premier británica, Theresa May, convoca elecciones generales anticipadas para el 8 de junio.
  - Un juzgado cita a declarar como testigo, en fecha aún no conocida, al presidente de España Mariano Rajoy, en marco del Caso Gürtel y de financiación ilegal de su partido.
  - Más de 20 personas fallecen en un bombardeo de la coalición internacional en Siria.
- 20 de abril: la organización religiosa de los Testigos de Jehová es prohibida en Rusia, por supuestos asuntos de extremismo.
- 23 de abril: en Francia, se celebra la primera vuelta de las elecciones presidenciales. El candidato liberal Emmanuel Macron gana las elecciones, pero se disputará la segunda vuelta con la ultraderechista Marine Le Pen.
- 24 de abril:
  - Mohamed V de Kelantan es oficialmente coronado Rey de Malasia, tras ser elegido el 13 de diciembre de 2016.
  - En la costa de Valparaíso, Chile, se registra un terremoto de 6,9.[83]
- 26 de abril: 
  - Venezuela inicia proceso para retirarse de la OEA.
  - La marca de moda American Apparel aplica el despido de sus 5000 empleados restantes más el cierre de todas las localidades físicas a nivel mundial. La marca pasó a manos de la fabricante canadiense Gildan Activewear a través de una subasta en la que la transnacional canadiense pagó $88 millones de dólares.
- 27 de abril: muere el líder del grupo terrorista Estado Islámico en Afganistán, en un operación conjunta de los Ejércitos afgano y estadounidense. No obstante, esta noticia recién pudo ser confirmada y anunciada el día 8 de mayo.[84][85]
- 28 de abril: el papa Francisco visita Egipto, siendo el segundo pontífice en visitar este país africano.
- 29 de abril: Turquía bloquea de manera permanente el acceso a Wikipedia, en todos los idiomas en que esté disponible, alegando «consideraciones legales» aunque sin aclarar los motivos del cierre.[86][87]
- 30 de abril: En Java Central, Indonesia fallece a los 146 años Sodimejo, supuestamente un supercentenario.

### Mayo
- 1 de mayo: en Venezuela el presidente Nicolás Maduro anuncia una Asamblea constituyente.
- 4 de mayo: elecciones parlamentarias en Argelia.
- 5 de mayo: miles de prisioneros huyen de una cárcel en Sumatra (Indonesia).
- 7 de mayo: en Francia, se celebra la segunda vuelta de las elecciones presidenciales.Emmanuel Macron vence a Marine Le Pen.
- 9 de mayo: 
  - Elecciones presidenciales en Corea del Sur. El progresista Moon Jae-in gana las elecciones.
  - El presidente Donald Trump despide al director del FBI, James Comey.
  - 58 heridos por la explosión de 2 bombas al sur de Tailandia.
- 10 de mayo: Bahamas celebra elecciones para elegir a los miembros del Parlamento, quien eligió primer ministro al médico y político Hubert Minnis.
- 11 de mayo: se registra un terremoto de 5,4 en China, cerca de la frontera con Tayikistán, dejando un saldo de 8 muertos.
- 12 de mayo: 
  - El papa Francisco visita Portugal para celebrar el centenario de las apariciones de la Virgen de Fátima.
  - WannaCry, un software malicioso tipo ransomware, se usa en un ciberataque masivo para infectar más que 230 000 computadores en 99 países.
  - Francesco Schettino, quien fue capitán del crucero Costa Concordia, es condenado a 16 años de cárcel, tras el naufragio en el que murieron 32 personas.

- 13 de mayo: 

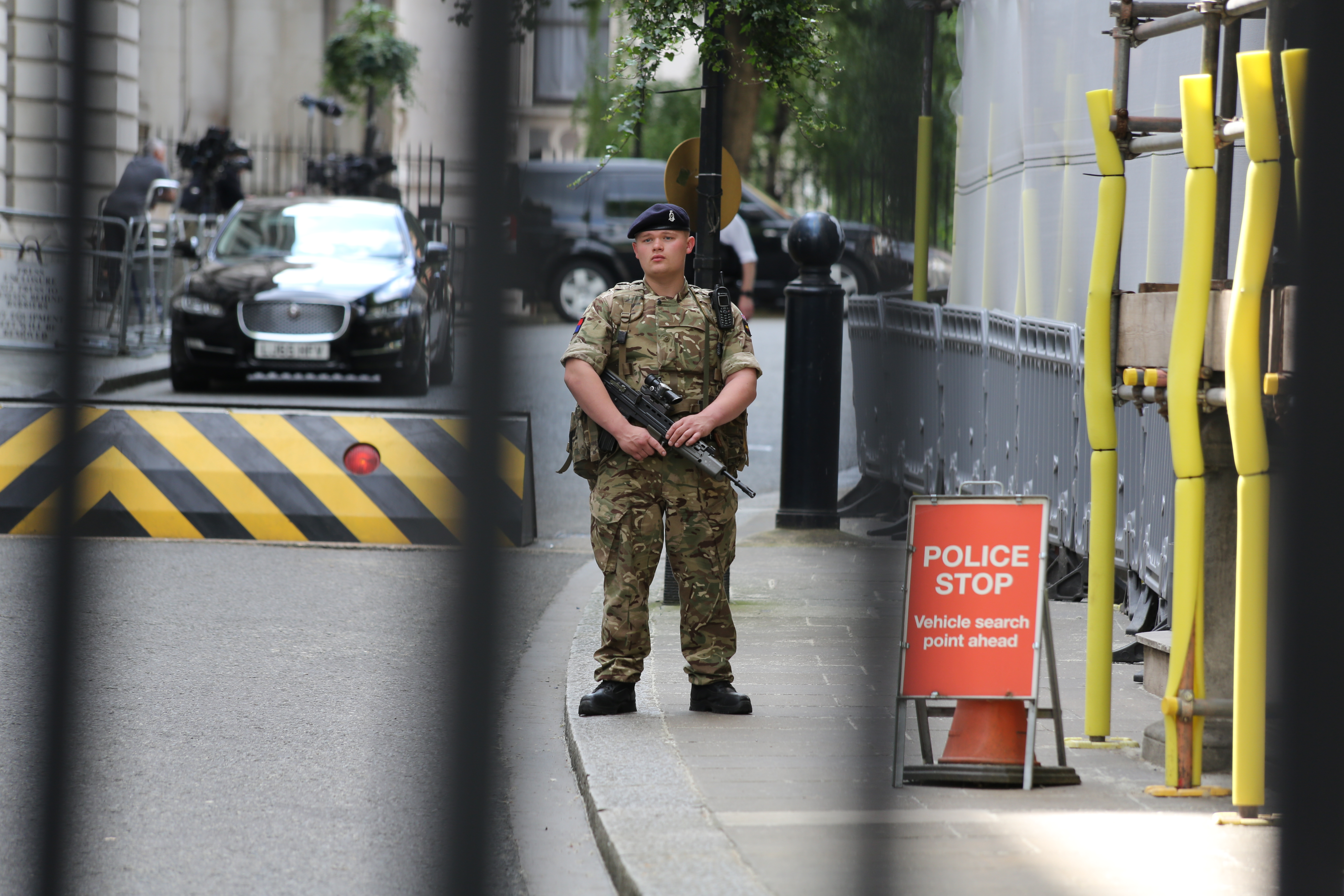
Operación antiterrorista tras atentado de Mánchester.

  - En Ucrania, se celebra la final del Festival de la Canción de Eurovisión 2017 cuyo ganador es Portugal con un total de 718 puntos y con la canción Amar Pelos Dois, cantado por Salvador Sobral.
  - Matan al último ejemplar de lobo blanco de Yellowstone, una hembra de 12 años.[88]
  - La Organización Mundial de la Salud alerta de la aparición de un nuevo brote del virus ébola en la República Democrática del Congo, causando la muerte de tres personas.[89]
- 14 de mayo: 
  - En Francia, Emmanuel Macron toma posesión como presidente de Francia.
  - Corea del Norte lanza un nuevo misil balísitco, cayendo en el mar de Japón.[90]
- 16 de mayo: se desvela que el presidente de Estados Unidos, Donald Trump, reveló información de Estado secreta sobre el grupo terrorista Estado Islámico a las autoridades rusas.[91]
- 18 de mayo: 
  - en la ciudad de Luxor, en Egipto, se descubre una tumba faraónica de 3500 años de antigüedad, conservando en muy buenas condiciones a 18 momias.[92]
  - En Detroit, Estados Unidos, se suicida de los 52 años el cantante de grunge, Chris Cornell.
- 19 de mayo: 
  - Elecciones presidenciales en Irán. Hassan Rouhani es reelegido presidente.
  - El Gobierno de Japón aprueba el proyecto de ley que permite la abdicación del emperador Akihito.[93]
- 20 de mayo: 
  - 31 muertos y 50 heridos en dos atentados suicidas en Bagdad y Basora, cuya autoría fue de la banda terrorista Estado Islámico.[94]
  - Comienza la 21.ª Edición de la Copa Mundial de Fútbol Sub-20 de 2017 realizada en Corea del Sur.
- 21 de mayo: el circo estadounidense Ringling Brothers and Barnum & Bailey Circus realiza su última función, después de 146 años de actividades ininterrumpidas.[95]
- 22 de mayo: 
  - Un atentado suicida en el Arena de Mánchester tras finalizar un concierto de Ariana Grande causa 22 muertos y 59 heridos.[96]
  - Un atentado en un hospital militar en Bangkok hiere a 24 personas.[97]
  - El etíope Tedros Adhanom Ghebreyesus es elegido director general de la OMS, quien tomará posesión del cargo el 1 de julio.
- 23 de mayo: las autoridades policiales francesas registran la sede del equipo PSG y las casas de los futbolistas Ángel Di María y Javier Pastore en marco del llamado Football Leaks.
- 24 de mayo: 
  - En Ecuador, Lenín Moreno toma posesión como presidente de Ecuador.
  - En el mar Mediterráneo mueren más de 30 inmigrantes.
  - 28.ª reunión de la OTAN en Bruselas, inaugurando, a la vez, la nueva sede.
- 25 de mayo: 
  - En Atenas, el ex primer ministro de Grecia, Lukás Papadimos, es herido grave al sufrir un atentado tras estallar una carta bomba en el interior de su coche.[98]
  - Imputado el exvicepresidente de la República Argentina, Amado Boudou, por corrupción.[99]
  - En Viena (Austria) 125.ª reunión de la OPEP.
- 26 de mayo: asesinados 28 cristianos coptos en un tiroteo en un autobús en Egipto.[100]
- 26 a 27 de mayo: en Taormina (Sicilia) se realiza la 43.ª reunión del G-7.
- 28 de mayo: Tom Dumoulin gana la centésima edición del Giro de Italia.
- 28 de mayo: El Club Deportivo Guadalajara (México) gana su título de liga número 12 después de 11 años de sequía de la mano de Matías Almeyda en la final contra los Tigres de la UANL disputada en el Estadio Akron con un resultado de 2-1 y 4-3 en el marcador global.
- 29 de mayo: muere a los 83 años el dictador panameño Manuel Antonio Noriega.[101]
- 30 de mayo: en Bangladés, un ciclón lleva a evacuar a más de un millón de personas.[102]
- 31 de mayo: 
  - Asesinadas más de 150 personas y heridas más de 460 en un atentado con camión bomba en la zona de embajadas y cerca del palacio presidencial en la ciudad de Kabul, en Afganistán, siendo negada su autoría a los talibanes.[103]
  - El primer ministro de Serbia, Aleksandar Vučić, es nombrado presidente.

### Junio
- 1 de junio: 
  - Tiroteo en un hotel casino en Manila, capital de las Filipinas, dejando decenas de fallecidos y heridos. El grupo terrorista Estado Islámico se adjunte la autoridad.
  - El presidente de los Estados Unidos, Donald Trump, retira a los Estados Unidos del Acuerdo de París contra el cambio climático.
- 2 de junio: el Director de Comunicaciones de la Casa Blanca Michael Dubke renuncia a su cargo después de que el presidente de Estados Unidos, Donald Trump, retirase a los Estados Unidos del Acuerdo de París (2015)
- 3 de junio: 
  - Elecciones generales en Malta. El primer ministro Joseph Muscat es reelegido en su cargo.
  - El Real Madrid gana su duodécima (12) Liga de Campeones de la UEFA tras vencer 1-4 a la Juventus.
  - Doble atentado en Londres: en el puente de Londres y en Borough Market en Londres (Reino Unido), un grupo de tres terroristas condujo un vehículo por la acera del puente de Londres, atropellando a los viandantes,[104] y acto seguido los tres atacantes se bajaron del vehículo para apuñalar a varias personas en el mercado.[105]

- 4 de junio: 

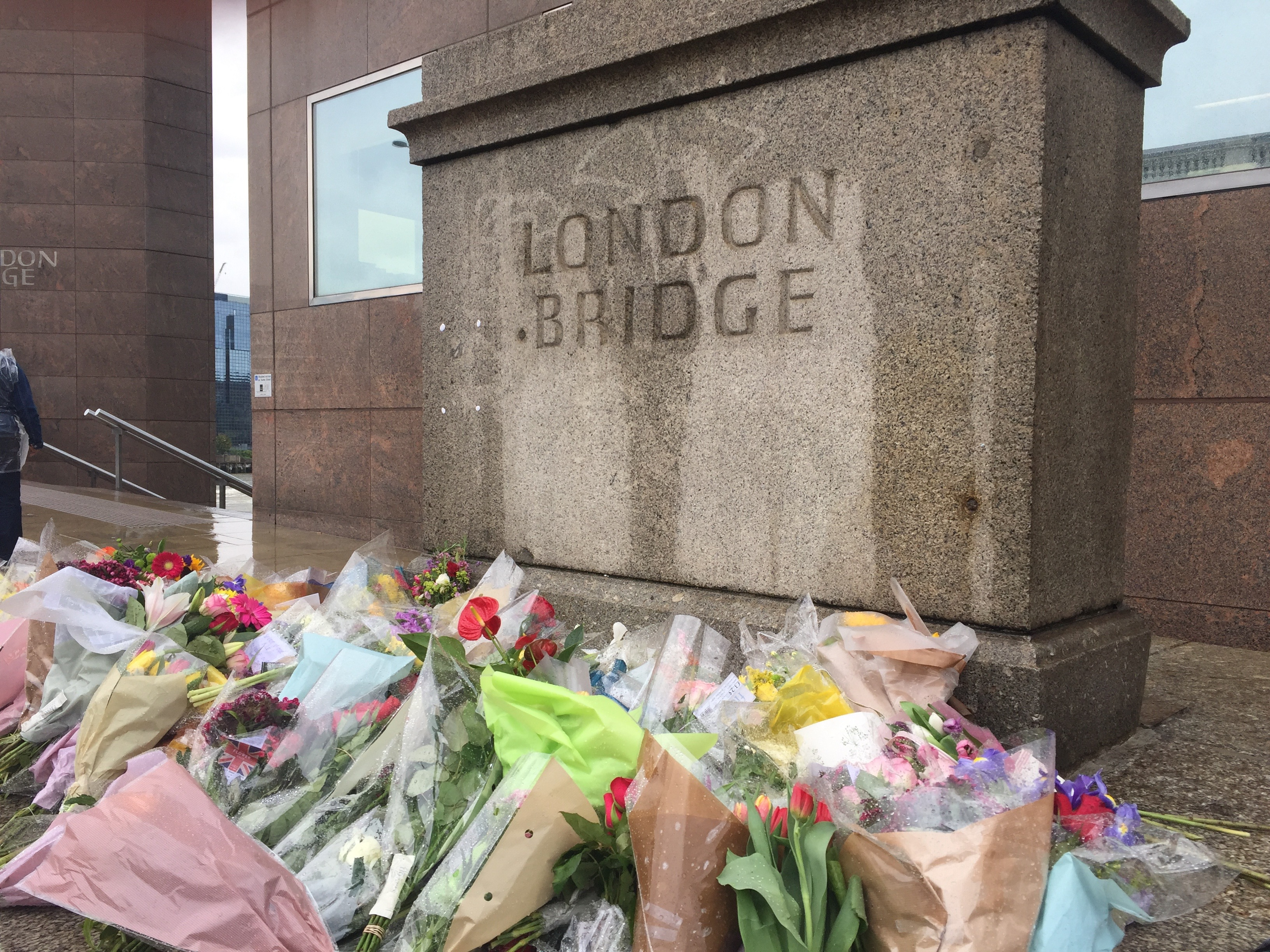
Tributos florales dejados en el puente de Londres después del atentado del 3 de junio de 2017.

  - Elecciones en el Estado de México, Nayarit, Coahuila y en Veracruz. En los estados de México y Coahuila se acusa a los candidatos electos Alfredo del Mazo Maza y Miguel Riquelme Solís de cometer fraude electoral.
  - En Mánchester, se celebra el llamado One Love Manchester, un concierto benéfico en homenaje a las víctimas del atentado de días anteriores en la ciudad. Fue organizado por Ariana Grande, quien fue testigo del atentado, y participaron estrellas como Miley Cyrus, Justin Bieber, Katy Perry, Pharrell Williams, The Black Eyed Peas, Stevie Wonder, Robbie Williams y Coldplay, entre otros muchos, logrando recaudar más de 13 millones de euros (10 millones de libras).
- 5 de junio: 
  - Montenegro ingresa a la OTAN.
  - Baréin, Egipto, Libia, Mauritania, Arabia Saudí, Yemen, Emiratos Árabes Unidos y Maldivas rompen relaciones diplomáticas con Catar, alegando su financiación al terrorismo y desestibilización de la región, iniciando una importante crisis internacional.
  - En Teherán, la banda terrorista Estado Islámico perpetra dos atentados contra el Parlamento iraní y el mausoleo de Ruholá Jomeini, dejando al menos 17 muertos y 43 heridos, lo que llevó al Gobierno a decretar el estado de emergencia.
  - Se produce un atentado terrorista en Melbourne (Australia). Un hombre toma como rehenes a dos personas en una zona departamental al sur de Melbourne dejando un saldo de un muerto y tres policías heridos.
- 6 de junio: 
  - En París, un hombre ataca a un policía con un martillo ante la catedral de Notre Dame, hiriéndole levemente.
  - 7 personas son asesinadas en un atentado cerca de una mezquita en Herat, al oeste de Afganistán.
- 7 de junio: 
  - Un avión militar se estrella en Myanmar con 116 personas a bordo.
  - El Banco Santander compra el Banco Popular por un euro, pues este último se encontraba al borde de la quiebra.
- 8 de junio: 
  - Elecciones generales en el Reino Unido. Theresa May gana las elecciones, aunque perdiendo la mayoría absoluta y ante un Jeremy Corbyn que saca los mejores resultados para los laboralistas de los últimos años.
  - Cierra definitivamente la famosa Cárcel Modelo de Barcelona, un día antes de cumplir 113 años de funcionamiento.
- 10 de junio - 10 de septiembre: Exposición Internacional en Astaná, Kazajistán.
- 11 de junio: 
  - En Moscú, un tiroteo deja al menos 4 muertos, entre ellos el atacante.
  - Se celebra el Plebiscito sobre el estatus político en Puerto Rico. A pesar de una baja participación, un 23% según datos oficiales, se aprobó en un 97% la conversión del Estado Libre Asociado de Puerto Rico en el 51.ª Estado Federal de Estados Unidos.
  - Se celebra la primera vuelta de las elecciones legislativas en Francia.
  - En Suwon (Corea del Sur) finaliza el Mundial sub-20 y la selección de Inglaterra se consagra por primera vez campeón del mundo de esta categoría al derrotar a la sorprenderte y difícil selección de Venezuela por la mínima diferencia 0-1.
- 12 de junio: en Alemania se registra un tiroteo en una estación de trenes dejando 4 heridos.
  - En la isla griega de Lesbos, se registra un terremoto de 6,3 que deja 1 muerto y varios heridos.
- 14 de junio: 
  - Se registra un tiroteo en Alexandria, Virginia, donde resulta herido varias personas entre ellos el congresista republicano Steven Scalise.
  - Leo Varadkar, hijo de un inmigrante indio y una irlandesa, y abiertamente homosexual, es electo taoiseach de Irlanda, siendo, además, el más joven en ostentar el cargo de jefe del Gobierno.
  - Se incendia la torre Grenfell en Londres, causando 79 muertos y 74 heridos.
  - En Guatemala se registra un terremoto de 6,9 que deja 5 muertos y 30 heridos.
- 15 de junio: la Unión Europea pone fin definitivamente al roaming.
- 15 de junio al 9 de julio: en Turquía, centenares de miles de personas participan en la llamada Marcha para la Justicia. El objetivo es trasladarse desde Ankara a Estambul para condenar las Purgas en Turquía, iniciadas por el presidente Recep Tayyip Erdoğan tras el fallido Golpe de Estado en 2016 y reclamar el retorno de la democracia al país.[106]
- 16 de junio: un atentado en una guardería en Fengxian (Jiangsu, China) provoca la muerte solo del autor.[107]
- 17 de junio: 
  - En Portugal, un inmenso incendio forestal provoca la muerte de más 63 personas, confirmadas, y 135 heridos.
  - Atentado en Bogotá, Colombia: una explosión en el Centro comercial Andino mata a tres mujeres y hiere a 11 personas.[108]
- 17 de junio a 2 de julio: en Rusia, comienza la 10.ª edición de la Copa FIFA Confederaciones 2017.
- 18 de junio: se celebra la segunda vuelta de las elecciones legislativas en Francia donde el partido de Emmanuel Macron consigue la mayoría absoluta en la Asamblea Nacional.
- 19 de junio: 
  - Un atentado terrorista en una mezquita en Londres deja una víctima y 10 heridos.[109]
  - Se inician formalmente las negociaciones del Brexit.[110]
- 20 de junio: en la Estación Central de Bruselas (Bélgica), la policía frustra un atentado terrorista (Atentado de Bruselas de junio de 2017), aunque fue inevitable la explosión de forma controlada. La única víctima fue el mismo terrorista.[111]
- 21 de junio: 
  - Se produce el ataque en el aeropuerto Bishop. Un hombre apuñala a un policía en el Aeropuerto Internacional Bishop en Flint (Míchigan). El FBI más tarde da a conocer que el hecho estaba siendo tratado como un acto terrorista.
  - En Arabia Saudí el aristócrata Muhammad bin Naif bin Abdulaziz Al Saud es depuesto como «príncipe heredero» por parte del rey Salmán bin Abdulaziz en favor de Mohamed bin Salmán, hijo del rey y ministro de Defensa.[112]
  - La histórica Gran mezquita de Al Nuri, construida a finales del siglo XII, es destruida con explosivos por militantes de la banda terrorista Estado Islámico. En esa mezquita fue proclamado el «Califato de Estado Islámico».[113]
- 22 de junio: 
  - Un incendio en el centro comercial de Las Malvinas, centro de Lima.
  - Un atentado terrorista en Afganistán mata a 29 personas.
  - Un terremoto de 6,7 sacude Guatemala, El Salvador y Honduras, dejando varios heridos.[114]
- 22 a 23 de junio: se celebra la reunión del Consejo Europeo en Bruselas, Bélgica.
- 23 de junio a 2 de julio: en Madrid (España) se celebra la fiesta del World Pride y Europride junto con el Orgullo de Madrid del 23 de junio al 2 de julio.
- 24 de junio: 
  - Id al-fitr y fin del ramadán musulmán.
  - Elecciones parlamentarias en Papúa Nueva Guinea.
- 24 de junio a 8 de julio: elecciones parlamentarias en Papúa Nueva Guinea.[115]
- 25 de junio: elecciones parlamentarias en Albania.
- 26 de junio: se declara un gran incendio en Moguer, que luego se expande por toda la zona de pinares y hace evacuar a la localidad de Mazagón, rodear en llamas a la de Matalascañas y poner en peligro (arribando al cordón de entrada9, al parque nacional de Doñana. Miles de evacuados, militares, bomberos y policía en el peor desastre natural y ecológico de Andalucía en los últimos tiempos y uno de los que más hectáreas ha quemado en España. Se controló completamente a principios de agosto.
- 27 de junio: 
  - Las FARC (Fuerzas Armadas Revolucionarias de Colombia) completan definitivamente el proceso de desarme, con lo que dejan de ser una organización armada, para, a partir de ahora, iniciar el proceso para convertirse en un partido político.
  - Unos supuestos bombardeos de la coalición militar liderada por Estados Unidos, causan la muerte de 57 personas en un centro de detención en la ciudad de Mayadin, de la Gobernación de Deir ez-Zor, en Siria. Según el Observatorio Sirio de Derechos Humanos, 42 civiles estaban entre las víctimas, mientras que los otros 15, eran guardias y prisioneros pertenecientes a la banda terrorista Estado Islámico.[116]
  - Ataque al Tribunal Supremo de Justicia de Venezuela: Un helicóptero del Cuerpo de Investigaciones Científicas, Penales y Criminalísticas abre fuego contra el edificio del Tribunal Supremo de Justicia de Venezuela y del Ministerio del Interior, dejando, evidentemente dañadas las estructuras, aunque ningún herido.
  - En un hospital de la ciudad de Nueva York (Estados Unidos) sucede un tiroteo que deja dos muertos.
  - El cardenal australiano George Pell, responsable de Finanzas del Vaticano, es imputado por varios delitos de abusos sexuales a menores.[117]
- 29 de junio: una moción de censura echa de su cargo al primer ministro de Rumanía, Sorin Grindeanu, siendo sucedido por Mihai Tudose.
- 30 de junio: en Alemania, el Reichstag aprueba el matrimonio igualitario. Entre los 28 países europeos, Alemania se convierte en el país n.º 14 en aprobarlo.[118]

### Julio
- 1 de julio: 
  - Estonia asume la presidencia de turno de la Unión Europea.
  - Un sismo de magnitud 6,3 sacude la costa de la Provincia de Manabí en Ecuador.[119]
  - El etíope Tedros Adhanom sucede a Margaret Chan como director general de la OMS.
  - El Tour de Francia comienza en Düsseldorf, Alemania.
- 2 de julio: 
  - Un atentado suicida en el centro de Damasco, capital de Siria, se salda con la muerte de 21 personas. Los medios estatales y el Observatorio Sirio de Derechos Humanos informaron que las fuerzas de seguridad habían interceptado 3 coches bomba que se dirigían a la ciudad, de los cuales solo habrían podido hacer estallar a 2. El conductor del tercer vehículo se inmoló mientras era perseguido.[120]
  - Miles de personas protestan en Hamburgo en contra la cumbre del G20 prevista para los días 7 y 8 de julio.
- 4 de julio: Corea del Norte lanza un nuevo misil balístico intercontinental, que cae en costas de Japón.
- 5 de julio: 
  - Al menos 13 heridos en la Toma de la Asamblea Nacional de Venezuela por parte de partidarios oficialistas.[121]
  - Son detenidos 10 activistas de Derechos Humanos cuando estaban reunidos en un hotel de la ciudad turca de Estambul, entre ellos el director de Amnistía Internacional en Turquía. Según las policía, los detenidos se hallan bajo investigación por sospecha de pertenecer a una «organización terrorista armada».[122]
- 6 de julio: 
  - Graves disturbios y enfrentamientos en Hamburgo el día previo a la cumbre del G-20.
  - En Níger, el Ejército mata a 14 agricultores al confundirlos con militantes de Boko Haram en la aldea de Abadam, localizada en la Región de Diffa y junto a la frontera con Nigeria.[123]
  - Un terremoto de 6,5 sacude Filipinas dejando 4 muertos.
- 7 de julio: 
  - Segunda vuelta de las elecciones presidenciales en Mongolia. Khaltmaagiin Battulga alcanza la presidencia, en sucesión a Tsakhiagiin Elbegdorj. Se trata de la primera vez en democracia que el país se ve obligado a celebrar una segunda vuelta electoral.
  - En Nápoles, Italia, colapsa un edificio de viviendas, provocando la desaparición de ocho personas.[124]
  - La ONU aprueba por primera vez el Tratado sobre la Prohibición de las Armas Nucleares.[125]
- 7 a 8 de julio: se lleva a cabo la cumbre del G20 en la ciudad alemana de Hamburgo.
- 8 de julio: en Venezuela, el líder opositor Leopoldo López abandona la cárcel para cumplir condena en su domicilio bajo el arresto domiciliario, otorgado por el Tribunal Supremo de Justicia de Venezuela alegando motivos de salud.[126]
- 9 de julio: 
  - Irak anuncia la victoria sobre la banda terrorista Estado Islámico en Mosul.[127]
  - 16 fallecidos por las fuertes lluvias en Japón, evacuando a medio millón de personas.[128]
  - Hebrón es declarada Patrimonio de la Humanidad por la UNESCO.
  - En el suroeste de Siria, Estados Unidos declara un alto al fuego.[129]

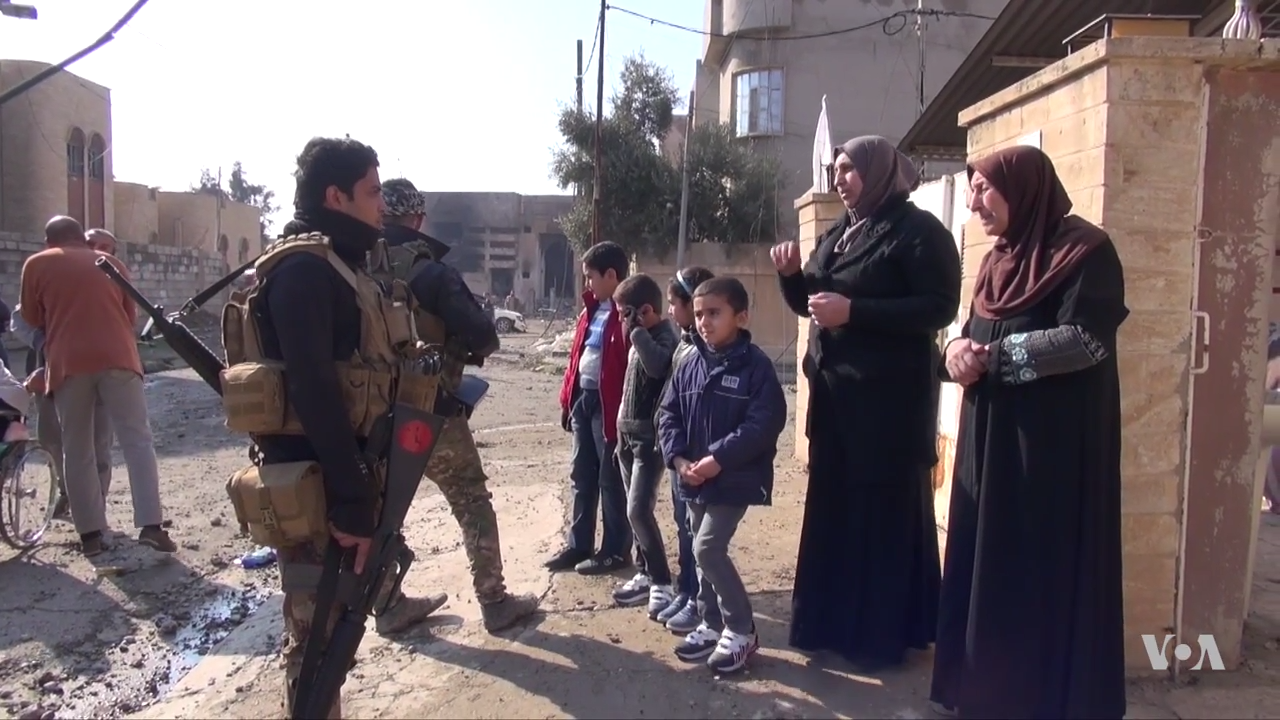
Soldados iraquíes conversan con civiles en el este de Mosul.

- Soldados iraquíes conversan con civiles en el este de Mosul.10 de julio: El gobierno de Irak anuncia que Mosul es declarada completamente liberada del Estado Islámico de Irak y el Levante.[130]
- 11 de julio: 
  - Se estrella un avión militar del Cuerpo de Marines de los Estados Unidos en Leflore (Misisipi), provocando la muerte de sus 16 ocupantes.[131]
  - El expresidente del Perú Ollanta Humala y su esposa, la ex primera dama Nadine Heredia son condenados a 18 meses de prisión preventiva por el Ministerio Público del Perú por su implicación en el Caso Odebrecht.[132]
  - En Brasil, el expresidente Luiz Inácio Lula da Silva es condenado a nueve años de prisión por corrupción y lavado de dinero.[133]
- 12 de julio: el iceberg A-68, de 6000 km² de tamaño, se separa de la plataforma Larsen C. Se trata del segundo iceberg más grande jamás datado.[134]
- 14 de julio: 
  - El Pentágono anuncia la muerte del nuevo cabecilla de ISIS en Afganistán.[135]
  - En Jerusalén 2 policías son asesinados en la Ciudad vieja de Jerusalén y otros es herido en un tiroteo perpetrado por 3 árabes israelíes.[136]
- 14 a 30 de julio: se lleva a cabo el Campeonato Mundial de Natación en Budapest, Hungría.
- 15 de julio: 2 turistas alemanas mueren apuñaladas y 8 resultaron heridos en una playa en Egipto.[137]
- 16 de julio: en Venezuela, se lleva a cabo un plebiscito en rechazo de la Asamblea Nacional Constituyente impuesta por el presidente de Venezuela Nicolás Maduro. Mientras tanto, el Gobierno llevó a cabo un simulacro electoral para la aprobación de la nueva constitución.
- 16 a 30 de julio: elecciones legislativas en la República del Congo.
- 17 de julio: elecciones presidenciales en la India. Ram Nath Kovind gana las elecciones y asumirá el cargo el 25 de julio, sucediendo a Pranab Mukherjee.[138]
- 18 de julio: 
  - En Venezuela, la Asamblea Nacional jura los nuevos magistrados del Tribunal Supremo de Justicia.
  - En São Paulo (Brasil) mueren dos personas por la ola de frío.
  - Un terremoto de 7,8 sacude las islas del Comandante, al este de la península de Kamchatka.
- 19 de julio: el senador Republicano por Arizona y el excandidato a presidente de Estados Unidos, John McCain le detectan un tumor cerebral.
- 20 de julio: 
  - En España, el cuerpo del artista del surrealismo, Salvador Dalí, es exhumado para realizarse una prueba de paternidad.[139]
  - Muerte de Chester Bennington.
- 21 de julio: 
  - Se lleva a cabo el evento inaugural de la promoción de artes marciales mixtas, LUX Fight League, que llevó el nombre de LUX 001.[140]
  - El portavoz de la Casa Blanca, Sean Spicer, dimite de su cargo. Le sucederá Sarah Huckabee Sanders en agosto.[141]
  - Un terremoto de 6,6 sacude la isla griega de Kos, provocando la muerte de dos personas e hiriendo a más de 400.[142]
  - En Zimbabue, un cazador de trofeos mata al león Xanda, el hijo del león Cecil (matado en 2015).[143]
- 21 a 30 de julio: en Abiyán, Costa de Marfil, tiene lugar la octava edición de los Juegos de la Francofonía.[144]
- 24 de julio: 
  - En Kabul, Afganistán mueren 35 personas en un atentando suicida con coche bomba.
  - En la ciudad de Schaffhausen (Suiza) cinco personas son heridas en un ataque con motosierra.
  - Movimientos de campesinos toman Hacienda del presidente de Brasil, Michel Temer.
- 24 a 29 de julio: en Shenzhen, China, se da lugar la XIX edición del Congreso Internacional de Botánica.
- 26 de julio: 
  - El presidente del Gobierno de España, Mariano Rajoy, declara como testigo en la Audiencia Nacional por el caso Gürtel.
  - Otro ataque erróneo de la coalición liderada por los Estados Unidos mata al menos 29 civiles en Siria
  - Se inicia un paro nacional por parte de la Oposición Venezolana para evitar la continuación de la Asamblea Nacional Constituyente impulsada por el presidente de Venezuela Nicolás Maduro.
  - El manga de Hiro Mashima, Fairy Tail, termina con un total de 63 tomos recopilatorios, Fairy Tail se convierte en unos de los Mangas/Anime más famoso en Japón y el mundo en general.
- 27 de julio: el presidente de Estados Unidos, Donald Trump firma un decreto que impide a las personas transgénero servir en las Fuerzas Armadas.
- 28 de julio: 
  - Donald Trump, presidente de Estados Unidos, anunció el reemplazo de su jefe de gabinete Reince Priebus por John Kelly, quien hasta ahora era su secretario de Seguridad Nacional.
  - Se lanza la nave espacial Soyuz MS-05, en dirección a la Estación Espacial Internacional con tres tripulantes a bordo.[145]
  - El Tribunal Supremo de Pakistán inhabilita al primer ministro Nawaz Sharif por «conducta deshonesta» al verse implicado en el escándalo de los Papeles de Panamá. Horas después presentó su dimisión y la de su Gobierno.[146]
  - Tiene lugar el atentado en un supermercado de Hamburgo. Un hombre apuñala a varias personas en un supermercado de la ciudad alemana. Una persona muere y otras seis quedan heridas.
- 29 de julio: 
  - La Comisión Europea abre un procedimiento de infracción a Polonia, tras la aprobación el 20 de julio en el Parlamento polaco de una reforma judicial, que permitiría al Gobierno tener un mayor control sobre el poder judicial. El 24 de julio, el presidente de la República, Andrzej Duda vetó tal ley.[147]
  - Elecciones parlamentarias en Gabón.
- 30 de julio: 
  - Se llevan a cabo elecciones para elegir una Asamblea Nacional Constituyente en Venezuela, la cual se encargará de redactar una nueva Constitución.
  - Elecciones legislativas en Senegal. El presidente Macky Sall logra la mayoría absoluta.[148]
  - El presidente de Rusia Vladímir Putin expulsa a 755 diplomáticos de los Estados Unidos en respuesta a las sanciones económicas impuestas por el Congreso.[cita requerida]

### Agosto
- 1 de agosto: 
  - Vuelven a la Cárcel de Ramo Verde el dirigente opositor Leopoldo López y el ex alcalde de Caracas, Antonio Ledezma.
  - El grupo de hackactivistas venezolanos The Binary Guardians hackearon la página web principal del Consejo Nacional Electoral junto a otras páginas importantes del gobierno, incluyendo el portal web oficial del canal de televisión estatal Venezolana de Televisión.
  - En los Estados Unidos, el Senado designa al abogado Christopher Wray como nuevo director del FBI.
  - El ministro de Petróleo de Pakistán, Shahid Khaqan Abbasi, sucede a Nawaz Sharif en el cargo de primer ministro tras la inhabilitación del jefe del Gobierno por parte del Tribunal Supremo del país.
  - China inaugura su primera base militar fuera de su territorio en Yibuti[149]
- 4 de agosto: La mina de diamantes de la ciudad de Mirni, en la Siberia (Rusia).

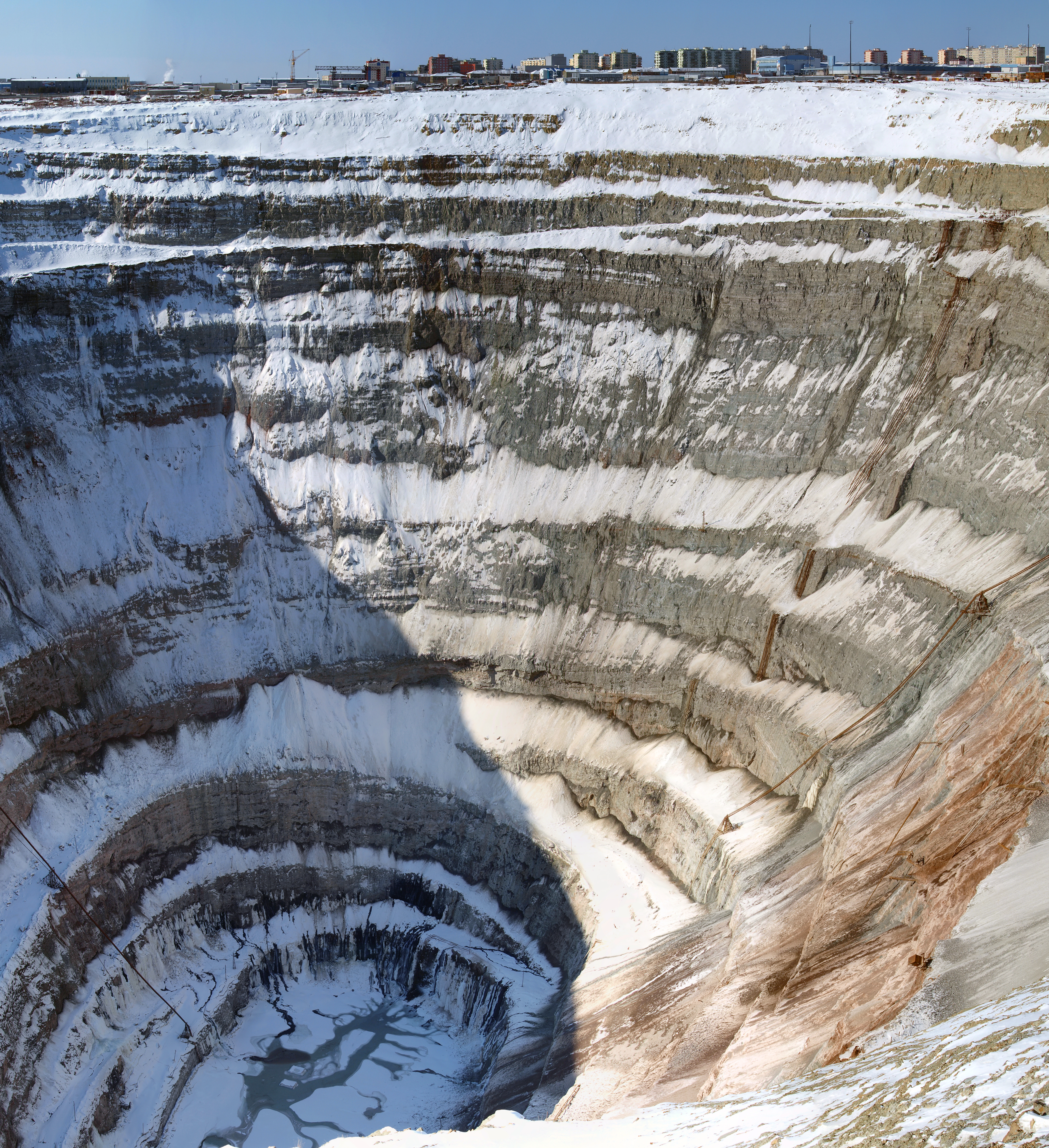
La mina de diamantes de la ciudad de Mirni, en la Siberia (Rusia).

  - A las 16:35, el lago de Mirni irrumpe en la mina subterránea de diamantes de Mir (9340 km al este de Moscú). Mueren 8 trabajadores y 143 sobreviven, pues aún no habían descendido hasta el fondo. En la mina inundada quedaron enterrados 14 000 millones de euros en diamantes no recuperados.
  - Toma posesión la nueva Asamblea Nacional Constituyente de Venezuela.
  - Elecciones presidenciales en Ruanda. El presidente Paul Kagame es reelegido con un total de votos del 99 %.
  - En el Reino Unido, el aristócrata Felipe de Edimburgo abandona definitivamente su vida pública.
- 5 de agosto: 
  - Venezuela es suspendida del Mercosur por votación unánime.
  - El Consejo de Seguridad de la ONU aprueba unánimemente la aplicación de nuevas sanciones a Corea del Norte.
  - Es destituida de su cargo la fiscal general de Venezuela Luisa Ortega Díaz, siendo sucedida por Tarek William Saab.
  - Mauritania celebra un referéndum constitucional, el cual es impulsado por el Gobierno del presidente Mohamed Ould Abdel Aziz, y que busca, además de modificar la bandera y el Himno Nacional, abolir algunas de las principales instituciones del país, tales como el Senado, que sería reemplazado por consejos regionales, el Alto Tribunal de Justicia o la Defensoría del Pueblo, lo que, por ende, aumentaría las atribuciones del Poder Ejecutivo. La población dio visto bueno a las reformas por abrumadora mayoría.[150]
- 7 de agosto: ocurre un eclipse lunar parcial, siendo el segundo y único parcial de los dos eclipses lunares de 2017.
- 8 de agosto: 
  - Elecciones generales en Kenia, sin embargo fueron declaradas nulas por el Tribunal Supremo y se convoca a nuevas elecciones.
  - El presidente de Sudáfrica Jacob Zuma sobrevive a una nueva moción de censura.
  - El huracán Franklin toca tierra en la Costa de México.
  - Un terremoto de 7,0 sacude la provincia de Sichuan en China dejando 25 muertos.
- 9 de agosto: se produce un atentado contra militares en París. Seis militares heridos en un atropello deliberado a las afueras de la capital francesa.
  - Un terremoto de 6,6 sacude la región de Sinkiang dejando decenas de heridos.
- 11 de agosto: Un terremoto de 6,3 sacude Filipinas.
- 14 de agosto: alrededor de 400 muertos y cientos de desaparecidos por deslave causado por fuertes lluvias en Sierra Leona.
- 15 de agosto: 
  - Un ataque terrorista contra un restaurante en Burkina Faso deja al menos 18 muertos.
  - Atentado dentro de Hospital Roosevelt, Guatemala, deja como saldo siete personas muertas y doce personas heridas.
  - Masacre de Puerto Ayacucho en Venezuela. El motín dejó 43 muertos y varios heridos, incluyendo a 14 efectivos de seguridad.[151]
- 17 de agosto: atentado terrorista en Barcelona. Una furgoneta atropella a peatones en la emblemática Rambla de la ciudad provocando 14 muertos y 152 heridos. Se trata del primer atentado yihadista en Barcelona y el primero en 13 años en España. Horas después, el grupo terrorista Estado Islámico reivindicaría su autoría. A la mañana siguiente, un minuto de silencio realizado en plaza de Cataluña, en la misma ciudad, congregó a miles de personas y autoridades, como el rey Felipe VI.[152]
- 18 de agosto: 
  - Atentado en Cambrils. En la madrugada, cinco terroristas arrollan a varios peatones en el Paseo Marítimo de la ciudad, provocando la muerte de una mujer y heridas a siete personas. Posteriormente, un agente de los Mozos de Escuadra logra abatir a los cinco autores, evitando así una nueva masacre.[153]
  - Atentado de Turku: Dos muertos y seis heridos en un apuñalamiento en la ciudad de Turku, al sur de Finlandia. Se trata del primer atentado terrorista de carácter yihadista en la historia moderna del país escandinavo.[154]
  - La Asamblea Nacional Constituyente de Venezuela asume las competencias de la Asamblea Nacional.
  - Atentado de Surgut: ocho personas son heridas en un apuñalamiento múltiple.
  - Se produce un ataque en Wuppertaler Schwebebahn, en Alemania. Se produce un muerto y dos heridos en un apuñalamiento múltiple.[155]
- 19 de agosto: en el estado de Uttar Pradesh (India), en el descarrilamiento de un tren mueren 23 personas.[156]
- 21 de agosto: 
  - Ocurre un eclipse solar total, visible principalmente en los Estados Unidos.
  - Un terremoto de magnitud 4,2 sacude la isla de Isquia, en la costa de Nápoles, Italia, provocando dos muertes y 40 heridos.[157]
  - En la ciudad española Subirats, los Mozos de Escuadra abaten al autor de la masacre en Barcelona, quien era el único que había logrado huir.
- 23 de agosto: en los Estados Unidos, el huracán Harvey, de categoría 4, toca tierra en Texas y Luisiana, dejando decenas de heridos y evacuados, 61 muertos y grandes ciudades, como Houston, inundadas.
- 25 de agosto: 
  - En Kabul, un atentado en una mezquita deja más de 20 muertos y 40 heridos.[158]
  - Ataque contra militares en Bruselas. Un hombre es abatido tras atacar a dos soldados con un cuchillo.[159]
  - En el exterior del Palacio de Buckingham, en Londres, es abatido una persona al apuñalar a dos oficiales de policía.[160]
  - En Inglaterra, a pedido del escritor Terry Pratchett, fallecido en marzo de 2017, sus novelas inacabadas son destruidas.[161]
- 26 de agosto: Corea del Norte lanza tres proyectiles de corto alcance que cayeron en el mar de Japón.
- 27 de agosto: cerca de medio millón de personas se manifiestan en Barcelona incluyendo al rey Felipe VI de España y al Gobierno de Mariano Rajoy. Esto a raíz de los atentados en Barcelona y Cambrils.
- 28 de agosto: 
  - Corea del Norte lanza un misil balístico que sobrevuela el espacio aéreo de la isla de Hokkaido, al norte de Japón, antes de caer al mar.[162]
  - Chile presenta proyecto de matrimonio igualitario.[163]
- 29 de agosto: en Kabul se produce un atentado terrorista cerca de la embajada de Estados Unidos.

### Septiembre
- 1 de septiembre: 

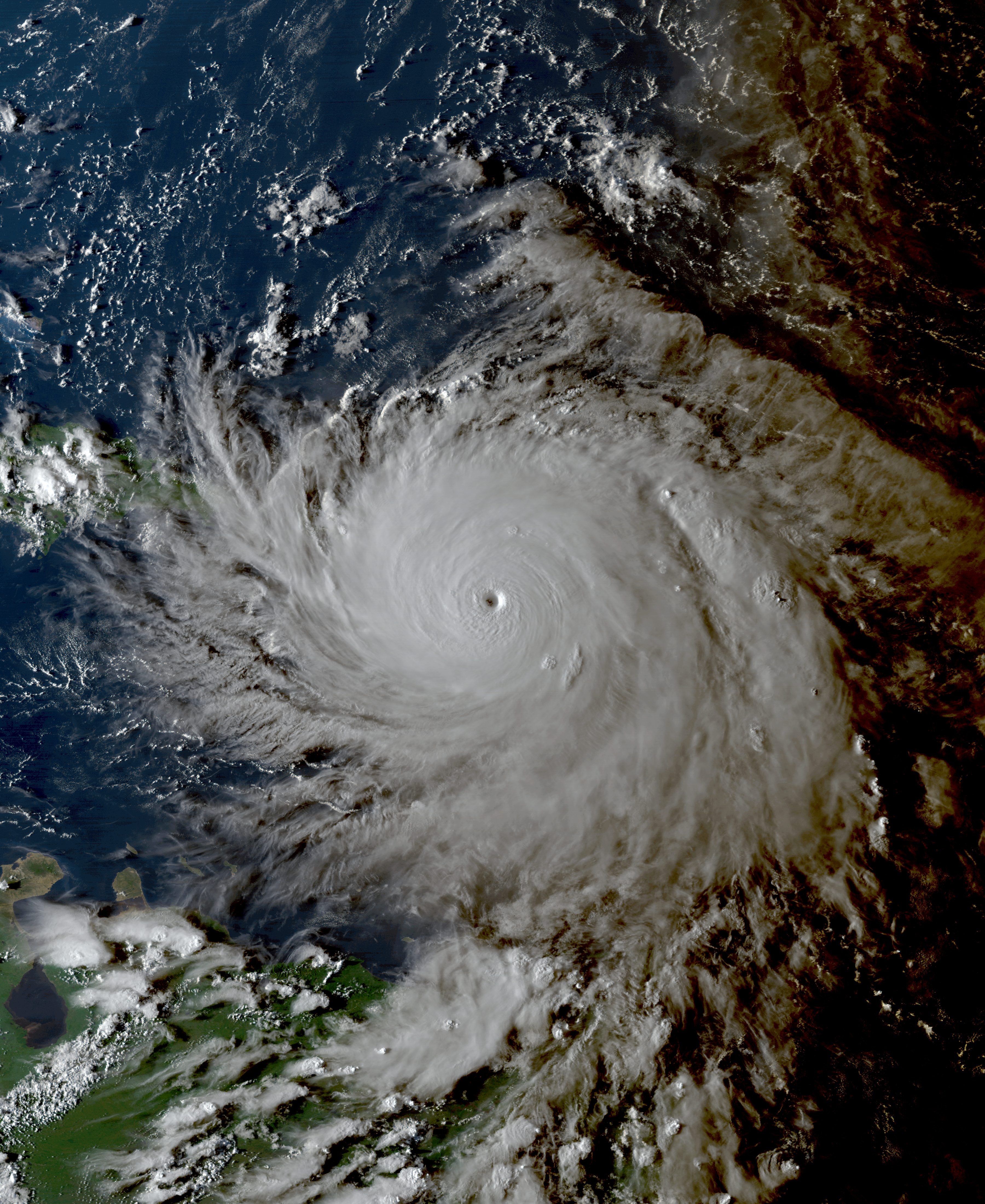
El huracán María, uno de los ciclones más mortíferos del Atlántico, sobre las Islas de Sotavento se acerca a la intensidad máxima y se acerca a Puerto Rico el 19 de septiembre como un huracán de categoría 5.

  - En Rusia, el presidente Vladímir Putin expulsa a 755 diplomáticos estadounidenses en respuesta a las sanciones aprobadas por el Congreso de ese país contra Rusia.[164]
  - En Kenia, el Tribunal Supremo anula los resultados de las elecciones que tuvieron lugar el 8 de agosto y dieron la victoria al presidente Uhuru Kenyatta. Se repetirán los comicios el 17 de octubre.[165]
- 3 de septiembre: Corea del Norte realiza una prueba de bomba de hidrógeno provocando un terremoto de 6,3 MW.
- 4 de septiembre: 
  - La Corte Suprema de Justicia de Guatemala decide dar trámite al antejuicio contra el presidente Jimmy Morales.[166]
  - En el mar Caribe, el huracán Irma se convierte en un huracán de Categoría 5, con vientos de 280 km/, siendo profundamente devastador.
- 5 de septiembre: 
  - Se publica el descubrimiento de un segundo agujero negro de colosales dimensiones en la Vía Láctea.[167]
  - En las Eliminatorias Sudamericanas a Rusia 2018. La selección de Perú derrotó por primera vez de visita en eliminatorias mundialistas a Ecuador en Quito por 1-2.
  - Otros hechos históricos en las Eliminatorias Sudamericanas a Rusia 2018 ocurrieron primero en Buenos Aires donde la selección de Venezuela logró empatar ante Argentina 1-1 donde las anteriores ediciones fueron solo victorias de Argentina. Y el otro hecho fue la victoria por primera vez de visita de Uruguay a Paraguay en Asunción por 1-2 ya que en las anteriores fueron victorias de Paraguay y un solo empate.
- 6 a 10 de septiembre: el papa Francisco visita Colombia.
- 6 de septiembre: Por un error humano, se activa las bocinas de la alerta sísmica en la Ciudad de México. Es el segundo error registrado, desde la instalación de las bocinas en septiembre de 2015. Esto ocurre a 1 día antes del terremoto de 8,2 registrado en Chiapas.
- 7 de septiembre: 
  - El Tribunal Constitucional de España ordena la suspensión del referéndum independentista catalán.[168]
  - En el estado de Chiapas, México, se registra un terremoto de 8,2, dejando un saldo de 98 muertos. Se trata del terremoto más fuerte registrado en la historia de México en los últimos 100 años.[169]
- 9 de septiembre: el huracán Irma golpea Cuba, dejando 10 muertos.
- 10 de septiembre: la NASA detecta la mayor llamarada solar de la década de categoría X9.
  - En la zona norte de México ocurre un apagón masivo que dejó sin energía eléctrica a los estados de Nuevo León, Coahuila, Chihuahua y Tamaulipas.
- 11 de septiembre: 
  - En los Estados Unidos, el huracán Irma se degrada a categoría 2 a su paso por la península de Florida.
  - En el Aeropuerto de Fráncfort (Alemania), seis personas resultan intoxicadas en un supuesto ataque con gas lacrimógeno.
- 12 de septiembre: en Barcelona, frente a la Templo Expiatorio de la Sagrada Familia se produce una falsa alarma terrorista luego de que se localizara una furgoneta sospechosa, lo que provocó el cierre de ese recinto y calles aledañas.[170]
- 13 de septiembre: se inicia el diálogo con Oposición y el Gobierno Venezolano en República Dominicana
- 14 de septiembre: Corea del Norte lanza un nuevo misil y obliga a Japón a emitir una alerta para que su población busque refugio.
- 15 de septiembre: 
  - La NASA, junto con la ESA y la ASI, finalizan la misión espacial Cassini-Huygens. La sonda Cassini, fue controlada por ingenieros de la NASA desde el Instituto de Tecnología de California, para desintegrarse en la atmósfera de Saturno y hacer su inmersión a una velocidad aproximada de 120 000 km/h. La pérdida de contacto con la sonda se produjo a las 11:55 a. m. UTC), confirmando así su total destrucción.
  - En Londres (Reino Unido) se frustra un atentado terrorista en un vagón del Metro de Londres, que deja 22 heridos.
  - En Lima ―en el marco de la crisis política en Perú― el primer ministro del Perú y todo su Consejo de Ministros renuncian tras perder el voto de confianza en el Congreso de la República del Perú.
- 17 de septiembre: Mercedes Aráoz jura como primera ministra del Perú.
- 18 de septiembre: en Brasil, Raquel Dodge es nombrada como la nueva procuradora general de la República.
- 19 de septiembre: 
  - En Nueva York se inicia la 72.ª Asamblea General de las Naciones Unidas.
  - Se registra en México un terremoto de 7,1 con epicentro a 12 kilómetros al Sureste de Axochiapan, Morelos afectando la capital de la nación, Puebla, Morelos y los estados que conforman el centro del país, dejando un saldo de 370 muertos y más de 6.000 heridos. Justamente se cumplían 32 años exactos de la tragedia del Terremoto de México de 1985.[171]
- 20 de septiembre: 
  - En Guatemala convocan a un paro nacional para exigir la renuncia del presidente Jimmy Morales y los 107 diputados del Congreso de la República de Guatemala.[172]
  - El Huracán María de Categoría 5 golpea destructivamente la isla de Puerto Rico en la madrugada.
- 24 de septiembre: 
  - En Alemania se celebran elecciones federales. Angela Merkel es reelegida Canciller, pero con una importante bajada de sus apoyos. Alternativa para Alemania, de carácter ultranacionalista y nazi, consigue 94 escaños.
  - En Francia se celebraron elecciones al Senado, donde el partido de Los Republicanos mantiene su mayoría en la cámara alta.[173]
- 25 de septiembre: se celebró el Referéndum de Independencia del Kurdistán iraquí, donde una amplia mayoría de la población regional vota a favor de la independencia. El Gobierno de Irak no reconoce los resultados.
- 26 de septiembre: en Arabia Saudita el rey Salman Abdulaziz permite que las mujeres puedan conducir automóviles.[174]
- 28 de septiembre: el primer ministro de Japón Shinzo Abe disuelve la Cámara baja de la Dieta de Japón y convoca a elecciones anticipadas.
- 30 de septiembre: se produce un doble atentado terrorista en la ciudad de Edmonton, en Canadá dejando cinco heridos. Empezó luego de que un hombre embistiera y apuñalara a un oficial y en su huida, se provocara una persecución en la que el atacante embistió a otros cuatro civiles. Se cree que este relacionado con el Estado Islámico.[175]

### Octubre
- 1 de octubre:

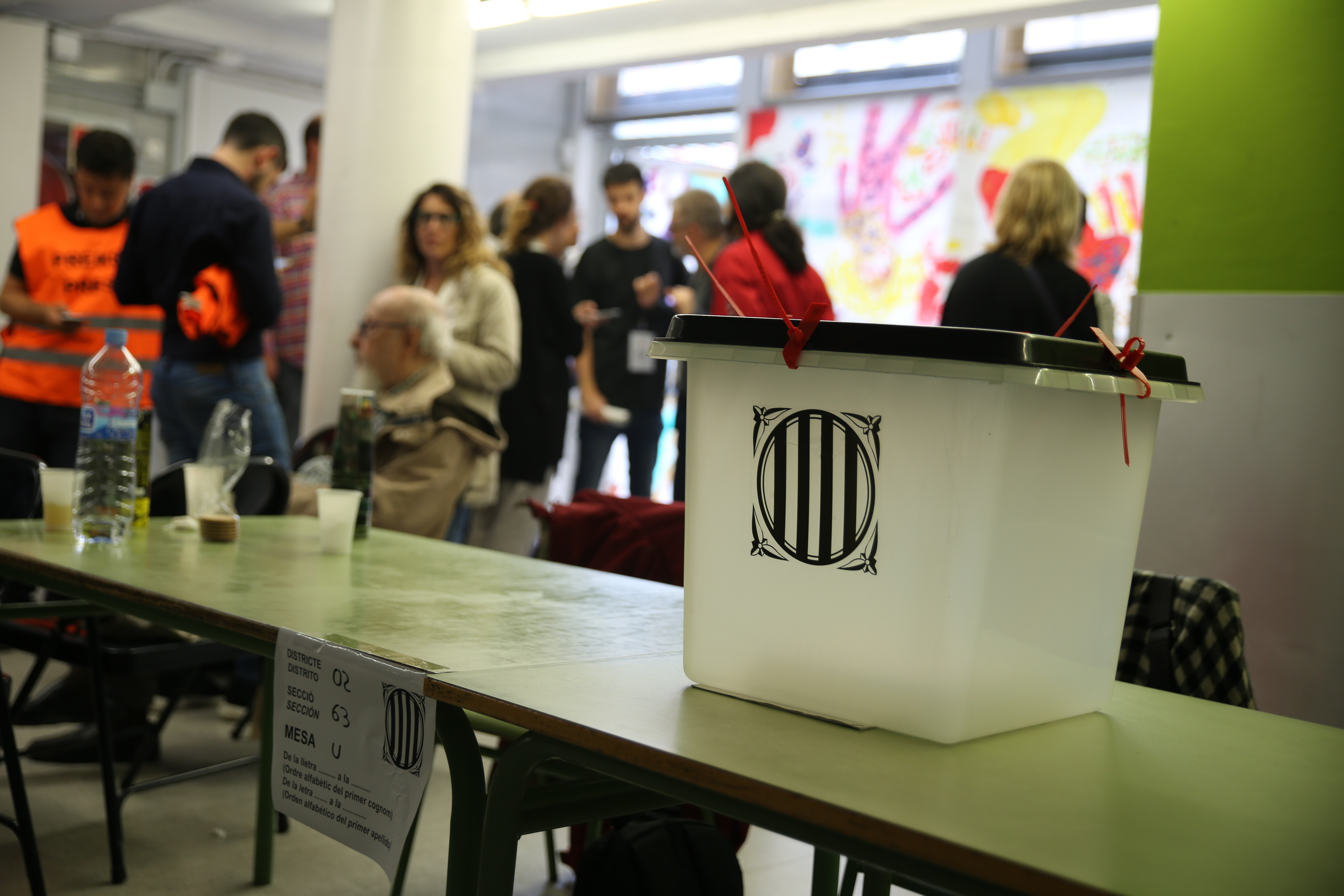
Urna usada en el referéndum de independencia de Cataluña, en España, el domingo 1 de octubre.

- Se celebra un referéndum sobre la independencia en Cataluña declarado ilegal y anticonstitucional por el gobierno y los tribunales españoles. Se realizan intervenciones policiales para impedir su celebración, provocando heridos cuyo número varía entre 4 y 867, según las fuentes. También resultaron heridos 431 policías y guardias civiles, según el Ministerio de Interior.[176]
- En un concierto de country en la ciudad de Las Vegas (Estados Unidos) ocurre un tiroteo que deja al menos 58 muertos y más de 500 heridos. Se trata del mayor ataque terrorista en Estados Unidos detrás del 11-S.

- Alemania aprueba el Matrimonio igualitario

- Un atentado terrorista en forma de apuñalamiento deja dos muertos en la Estación de Marsella-San Carlos, en Marsella, Francia. El atacante fue abatido por la policía.[177]
- 2 de octubre: en Canadá, la astronauta Julie Payette toma posesión como la 29.º Gobernadora General de Canadá sucediendo a David Johnston.
- 5 de octubre: En las Eliminatorias Sudamericanas a Rusia 2018. La selección de Perú logró empatar a 0 en las eliminatorias sudamericanas en Buenos Aires a Argentina donde las eliminatorias anteriores fueron victorias de Argentina y un solo empate 2-2 en 1969.
- 9 de octubre: se crea un nuevo grupo terrorista llamado “Ánsar Al-Furqan Al-Sham”, que estaría ligado a Al Qaeda y dirigido por Hazma Bin Laden, hijo de Osama bin Laden.[178]
- 10 de octubre: 
  - La selección de fútbol de Panamá clasifica por primera vez a una Copa Mundial de fútbol.[179]
  - Finalizan las Eliminatorias Sudamericanas a Rusia 2018 donde los clasificados a la Copa del Mundo de Rusia 2018 por Sudamérica son: Brasil, Uruguay, Argentina y Colombia directamente mientras que Perú tendrá que disputar su clasificación a la repesca contra Nueva Zelanda.
- 15 de octubre: en Venezuela se realizan elecciones regionales.
- 18 de octubre: en una zona rural de Cushamen (Patagonia argentina) es encontrado el cadáver del artesano y activista indigenista argentino Santiago Maldonado (28), desaparecido durante 78 días.[180]
- 22 de octubre: 
  - Se celebran las elecciones legislativas en Argentina.
  - Tras 10 años, el Perú celebra un censo nacional.
  - Se celebran las elecciones generales en Japón. Resulta ganador el actual primer ministro Shinzo Abe y su coalición.[181]
  - En Mogadiscio, Somalia ocurre el peor ataque terrorista en la historia del país dejando a 358 muertes y 56 desaparecidos
- 24 de octubre: En Harvey, Estados Unidos, fallece a los 89 años el cantante, pianista e ícono del rock and roll, Fats Domino.
- 26 de octubre: se repiten las elecciones presidenciales de Kenia de 2017.
- 27 de octubre: el parlamento de Cataluña aprueba una declaración de independencia de España, sin reconocimiento internacional; el gobierno español, aplicando la Constitución, destituye al gobierno de Cataluña y convoca elecciones autonómicas para el 21 de diciembre.
- 29 de octubre: en Somalia ocurre un Ataque terrorista en un hotel dejando 27 muertos y varios heridos
- 30 de octubre: parte del gobierno de Cataluña incluyendo al presidente de la Generalidad Carles Puigdemont huye a Bélgica tras su destitución.
- 31 de octubre: 
  - Se conmemoran 500 años de la Reforma protestante y el nacimiento de las iglesias evangélicas y protestantes en el mundo.
  - Un atentado terrorista por atropello masivo en Manhattan deja 8 muertos y 12 heridos.

### Noviembre
- 1 de noviembre: se levanta el Estado de Emergencia en Francia después de dos años.
- 2 de noviembre: 
  - La Audiencia Nacional Española manda a prisión provisional al Gobierno de Cataluña por la realización del referéndum de autodeterminación del 1 de octubre.

Número de la Línea 6 del Metro de Santiago.

- - En Santiago de Chile se inaugura la Línea 6 del Metro de Santiago. Línea que fue construida entre 2012 y 2017 y que une Providencia con Cerrillos a través de 10 estaciones en aproximadamente 20 minutos.
- 5 de noviembre: un tiroteo en una iglesia de Sutherland Springs (Texas) causa 26 muertos y 24 heridos.
- 8 de noviembre: 
  - Una nueva huelga general en Cataluña paraliza la región.
  - En Venezuela es aprobada la "Ley contra el Odio". La ley ha sido criticada y sus detractores señalan que está diseñada para penalizar la disidencia política al tipificarla como delito, que establece restricciones a la libertad personal y que promueve tanto la censura como la autocensura.[182]
- 10 de noviembre: La artista estadounidense Taylor Swift saca a la luz su nuevo álbum Reputation.
- 12 de noviembre: en Costa Rica se registra un terremoto de 6,5 con epicentro 16 kilómetros al sureste de Jacó, Provincia de Puntarenas, dejando un saldo de 3 víctimas mortales.
  - Un terremoto de 7,3 sacude la frontera de Irán e Irak dejando 630 muertos y miles de heridos
- 14 de noviembre: en Zimbabue, ocurre un golpe de Estado; el ejército toma el control de la capital del país y confirma que tiene bajo arresto domiciliario al presidente Robert Mugabe. Seis días después se consumó el golpe.
- 15 de noviembre: 
  - En Argentina, a las 7:30, emite la última comunicación el submarino ARA San Juan antes de su desaparición.
  - Perú triunfa ante Nueva Zelanda 2-0 en Lima por el repechaje en la Clasificación para la Copa Mundial de Fútbol de 2018, después de 36 años de ausencia, el país sudamericano regresa a una Copa Mundial de Fútbol, desde España 1982.
  - Un terremoto de 5,4 sacude Corea del Sur.
- 17 de noviembre: fallece el mafioso italiano Salvatore Riina.
- 18 de noviembre: La muerte de Malcolm Young

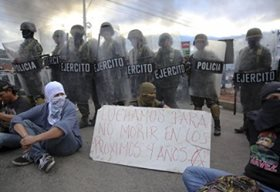
Protesta en Honduras contra los resultados electorales.

- 19 de noviembre: se celebran las elecciones presidenciales y parlamentarias en Chile.
- 21 de noviembre: en Zimbabue, el presidente Robert Mugabe renuncia oficialmente a la presidencia del país, después de permanecer 37 años en el poder ininterrumpidamente.[183]
- 26 de noviembre: 
  - La erupción del volcán Agung en Bali, Indonesia, provoca la evacuación de miles de personas.[184]
  - Se celebran las elecciones generales de Honduras.
  - Se celebró Miss Universo 2017 donde resultó ganadora Demi Tebow de Sudáfrica.
- 29 de noviembre: en Honduras comienza una crisis postelectoral después de acusaciones de fraude electoral por el candidato opositor Salvador Nasralla.

### Diciembre
- 8 de diciembre: el ataque de un grupo rebelde en la República Democrática del Congo deja 14 cascos azules muertos y otros 53 heridos (todos del ejército de Tanzania).
- 9 de diciembre: dentro del marco de la guerra civil iraquí; el gobierno de Irak anuncia el fin de la guerra contra el Estado Islámico.[185]
- 15 de diciembre: Un terremoto de 6,5 sacude la isla de Java dejando 4 muertos.
- 21 de diciembre: 
  - Se realizan las Elecciones al Parlamento de Cataluña de 2017.
  - Tras un debate de 10 horas, el Congreso de la República del Perú vota en contra de la vacancia al presidente Pedro Pablo Kuczynski con 79 votos a favor, 19 en contra y 21 abstenciones.
- 24 de diciembre: en Perú, el presidente Pedro Pablo Kuczynski le otorga el indulto humanitario al exdictador Alberto Fujimori.
- 28 de diciembre: comienzan las manifestaciones en Perú en contra del indulto otorgado a Alberto Fujimori.
- 31 de diciembre: en Noruega decide dar de baja la radio-FM, y se le suma al apagón analógico de la televisión.

## Concursos de Belleza
- Miss Universo 2017:  Sudáfrica - Demi-Leigh Nel-Peters
- Miss Mundo 2017:  India - Manushi Chhillar
- Miss Internacional 2017:  Indonesia - Kevin Lilliana
- Miss Tierra 2017:  Filipinas - Karen Ibasco
- Miss Grand Internacional 2017:  Perú - María José Lora
- Miss Supranacional 2017: Corea del Sur - Jennie Kim

## Deporte
- 20-30 de julio: Juegos Mundiales en Breslavia, Polonia.
- Copa FIFA Confederaciones 2017 en Rusia.

### Atletismo
- Campeonato Mundial de Atletismo de 2017.

### Automovilismo
- Temporada 2017 de Fórmula 1.
- Temporada 2017 de Fórmula 2.
- Temporada 2016-17 de Fórmula E.
- Temporada 2017-18 de Fórmula E.
- Temporada 2017 de GP3 Series.
- Temporada 2017 de la IndyCar Series.
- Temporada 2017 de la Indy Lights.
- Temporada 2017 del Campeonato Mundial de Resistencia.
- Temporada 2017 del Campeonato Mundial de Rally.

### Baloncesto
- NBA 2016–2017.
- WNBA 2016–2017.
- ACB 2016- 2017.

### Ciclismo
- Vuelta a San Luis 2017.
- Vuelta a Burgos 2017.
- Giro de Italia 2017.
- Tour de Francia 2017.
- Vuelta a Colombia 2017.
- Vuelta a España 2017.

### Fútbol
- Copa FIFA Confederaciones 2017.
- Copa Mundial de Fútbol Sub-20 de 2017.
- Copa Mundial de Fútbol Sub-17 de 2017.
- Clasificación de Conmebol para la Copa Mundial de Fútbol de 2018.
- Clasificación de AFC para la Copa Mundial de Fútbol de 2018.
- Clasificación de CAF para la Copa Mundial de Fútbol de 2018.
- Clasificación de Concacaf para la Copa Mundial de Fútbol de 2018.
- Clasificación de UEFA para la Copa Mundial de Fútbol de 2018.
- Clasificación de OFC para la Copa Mundial de Fútbol de 2018.
- Campeonato Sudamericano de Fútbol Sub-20 de 2017.
- Campeonato Sudamericano de Fútbol Sub-17 de 2017.
- China Cup 2017.
- 24 de abril: se funda en el cantón de Goicoechea, en la provincia de San José, Costa Rica el Guadalupe Fútbol Club de la Primera División de Costa Rica.

### Fútbol americano
- Temporada 2016 de la NFL.
- Temporada 2017 de la NFL.

### Polo
- Campeonato Mundial de Polo de 2017.

### Lucha Libre Profesional
- Wrestle Kingdom 11, a desarrollarse en Bunkyō, Tokio.
- WrestleMania 33, a desarrollarse en Orlando, Florida.
- Triplemanía XXV, a desarrollarse en Ciudad de México, México.

## Música
- 6 de enero: Ed Sheeran estrena sus sencillos Shape of You y Castle on the Hill.
- 4 de febrero: última presentación de Black Sabbath en vivo en Birmingham, Inglaterra en la Genting Arena.
- 12 de febrero: se celebra la 59.ª edición de los Premios Grammy en Los Ángeles (Estados Unidos).
- 12 de febrero: es fundado el actualmente exitoso grupo de música Los Agent's Libres en Tijuana, Baja California, México.
- 16 de marzo Ed Sheeran pública su tercer álbum de estudio Divide.
- Festival de la Canción de Eurovisión 2017.
- 21 de julio Tyler, The Creator lanza su quinto álbum de estudio Flower Boy
- Premios Grammy Latinos 2017.
- 18 de diciembre: el mexicano Yuawi López estrena su canción Movimiento Naranja
- 8 de diciembre Beggin' de Måneskin

## Televisión
23 de enero: Nueva serie Numberblocks
- 1 de marzo: el canal ecuatoriano Ecuavisa cumple sus 50 años de estar transmitiendo para Ecuador.
- Nueva serie O11CE.
- 15 de febrero: en Venezuela es retirada de la televisión nacional la señal de CNN en español a exigencia del presidente Nicolás Maduro, por mantener una línea editorial en contra del gobierno.
- 2 de abril:La Serie Jelly Jamm Se Retirá De Discovery Kids.
- Nueva anime de Boruto: Naruto Next Generations.
- Se estrena la 5° y última temporada de Steven Universe.
- Nueva serie DuckTales.
- Nueva serie Legend Quest.
- Nueva serie Los Defensores.
- Nueva serie OK K.O.! Let's Be Heroes.
- Nueva serie De vuelta al barrio.
- Nueva serie Mini Beat Power Rockers
- Fin de la serie Pretty Little Liars.
- Fin de la serie animada Regular Show.
- Fin de la serie animada Samurai Jack.
- Fin de la serie animada Uncle Grandpa
- Fin del anime Naruto: Shippūden.
- Nueva temporada de Clarence.
- Estreno de la novena temporada de Operación Triunfo 2017.
- Nueva temporada de DreamWorks Dragones.
- Nueva temporada de Rick and Morty.
- Nueva temporada de Steven Universe.
- Nueva temporada de The Loud House.
- Nueva temporada de Miraculous: Tales of Ladybug and Cat Noir.
- Nueva temporada de Star vs. the Forces of Evil.
- Nueva temporada de Trollhunters.
- Nueva temporada de We Bare Bears.
- Nueva temporada de Stranger Things.
- Nueva temporada de Game of Thrones.
- Nueva temporada de Prison Break.
- Nueva temporada de House of Cards.
- Nueva temporada de Los Simpsons.
- 2 nuevas temporadas de Hora de aventura.
- Nueva temporada de American Horror Story.

## Videojuegos
- 3 de marzo: Sale a la venta el Nintendo Switch
- Epic Games saca a la venta el día 21 de julio el exitoso juego Fortnite para PlayStation4, Xbox One, PC y para teléfonos inteligentes.
- 22 de agosto: Naughty Dog estrena el videojuego Uncharted: El legado perdido
- Capcom lanza Resident Evil 7: Biohazard.
- Nintendo saca su nueva Nintendo Switch con el aclamado juego debut de la consola The Legend of Zelda: Breath of the Wild.
- Nintendo lanza el port de Mario Kart 8 para Nintendo Switch, Mario Kart 8 Deluxe.
- Sega lanza Sonic Mania el 15 de agosto en PlayStation4, Xbox One y Nintendo Switch. El mismo juego se lanza el 29 de agosto en PC.
- Sony saca la saga de Jak And Daxter para la sección «PS2 to PS4» en PlayStation Network, solamente con mejoras HD.
- Nintendo lanza el videojuego Splatoon 2 el 21 de julio exclusivamente para Nintendo Switch.
- 26 de octubre: La desarrolladora de juegos independientes Kaigan Games lanza el videojuego de Detective-Horror Simulacra para Microsoft Windows, iOS, Android, PlayStation 4, Xbox One y Nintendo Switch.
- Activision lanza la versión de la trilogía Crash Bandicoot de la saga del año 1996 Crash Bandicoot N. Sane Trilogy para PlayStation 4 y posteriormente para Xbox One y Nintendo Switch en 2018.
- Codemasters lanza F1 2017 el 25 de agosto para Microsoft Windows, Xbox One y PlayStation 4
- Nintendo lanza Mario + Rabbids Kingdom Battle el 29 de agosto para Nintendo Switch.
- MDHR studios lanza el videojuego basado en caricaturas Cuphead el 29 de septiembre para Microsoft Windows y Xbox One
- Sega lanza Sonic Forces el 7 de noviembre para Microsoft Windows, PlayStation 4, Xbox One y Nintendo Switch.
- Nintendo lanza el aclamado Super Mario Odyssey el 27 de octubre para Nintendo Switch.
- RobTop Games lanza Geometry Dash SubZero el 21 de diciembre para dispositivos móviles.
- Ubisoft lanza Just Dance 2018 el 24 de octubre para consolas de séptima y octava generación (incluyendo Nintendo Switch).
- Team Cherry lanza Hollow Knight el 24 de febrero de 2017 para pc.
- Garena lanza para móviles y tabletas el exitoso juego Free Fire el 4 de diciembre del 2017.
- Scott Cawthon lanza Freddy Fazbear's Pizzeria Simulator el 4 de diciembre.

### Premio al mejor videojuego del año
- The Legend of Zelda: Breath of the Wild por The Game Awards.

## Cine
- 8 de enero: 74.ª ceremonia de los Premios Globo de Oro.
- 12 de febrero: ceremonia de los Premios BAFTA.
- 26 de febrero: 89.ª ceremonia de los Premios Óscar.
- 28 de junio: Spider-Man: Homecoming de Jon Watts.
- 21 de septiembre: It de Andrés Muschietti, basada en la novela de terror de Stephen King
- 20 de octubre: Cult of Chucky de Don Mancini
- 17 de noviembre: Liga de la Justicia (película) de Joss Whedon
- 2 de junio: Wonder Woman (película de 2017) de Patty Jenkins
- 29 de mayo: Baywatch (película) de Seth Gordon
- 3 de noviembre: Thor: Ragnarok de Taika Waititi
- 16 de junio: Cars 3 de Brian Fee
- 28 de julio: Emoji: la película de Tony Leondis
- 12 de octubre: Condorito: La Película de Eduardo Schuldt, Alex Orelle
- 27 de octubre :Coco de Adrián Molina
- 21 de noviembre Bolt 2 (cancelada) de Chris Williams, Byron Howard

## Premios Nobel 2017
En el mes de octubre de 2017 fueron anunciados los galardonados del Premio Nobel de dicho año en cada categoría. Los ganadores del premio fueron:
- Física: Rainer Weiss, Barry C. Barish y Kip Thorne (Estados Unidos).[187]
- Química: Jacques Dubochet (Suiza), Joachim Frank (Estados Unidos) y Richard Henderson (Reino Unido).[188]
- Medicina: Jeffrey C. Hall, Michael Rosbash y Michael W, Young (Estados Unidos).[189]
- Literatura: Kazuo Ishiguro (Reino Unido).[190]
- Paz: Campaña Internacional para la Abolición de las Armas Nucleares (ICAN) (Suiza).[191]
- Economía: Richard Thaler (Estados Unidos).[192]